# La Roche-Guyon
Vous lisez un « bon article » labellisé en 2007.
Pour les articles homonymes, voir La Roche et Guyon.
Ne doit pas être confondu avec La Roche-sur-Yon.
La Roche-Guyon est une commune française située dans le département du Val-d'Oise en région Île-de-France.
Situé en contrebas des versants du plateau du Vexin sur la rive droite d’un méandre de la Seine, le village est réputé pour son château, propriété des La Rochefoucauld, dominé par un donjon médiéval. Le lieu, classé parmi les Plus Beaux Villages de France (c'est la seule commune francilienne à bénéficier de ce label), est devenu au XIXe siècle un centre de villégiature et a vu défiler de nombreuses célébrités des arts et des lettres.
Ses habitants sont appelés les Guyonnais.

## Géographie

### Localisation
La commune est située dans le sud-ouest du Val-d’Oise, aux confins de l’Île-de-France et de la Normandie, à la jonction des trois départements du Val-d’Oise, des Yvelines et de l’Eure.
Elle se trouve à 66 kilomètres environ au nord-ouest de Paris et à 40 kilomètres à l’ouest de Pontoise.

### Communes limitrophes
Les communes limitrophes sont  Amenucourt, Chérence, Freneuse, Gasny, Gommecourt, Haute-Isle et Moisson.
|                       | Amenucourt          | Chérence           |
| Gasny (Eure)          | La Roche-Guyon      | Haute-Isle         |
| Gommecourt (Yvelines) | Freneuse (Yvelines) | Moisson (Yvelines) |

### Relief

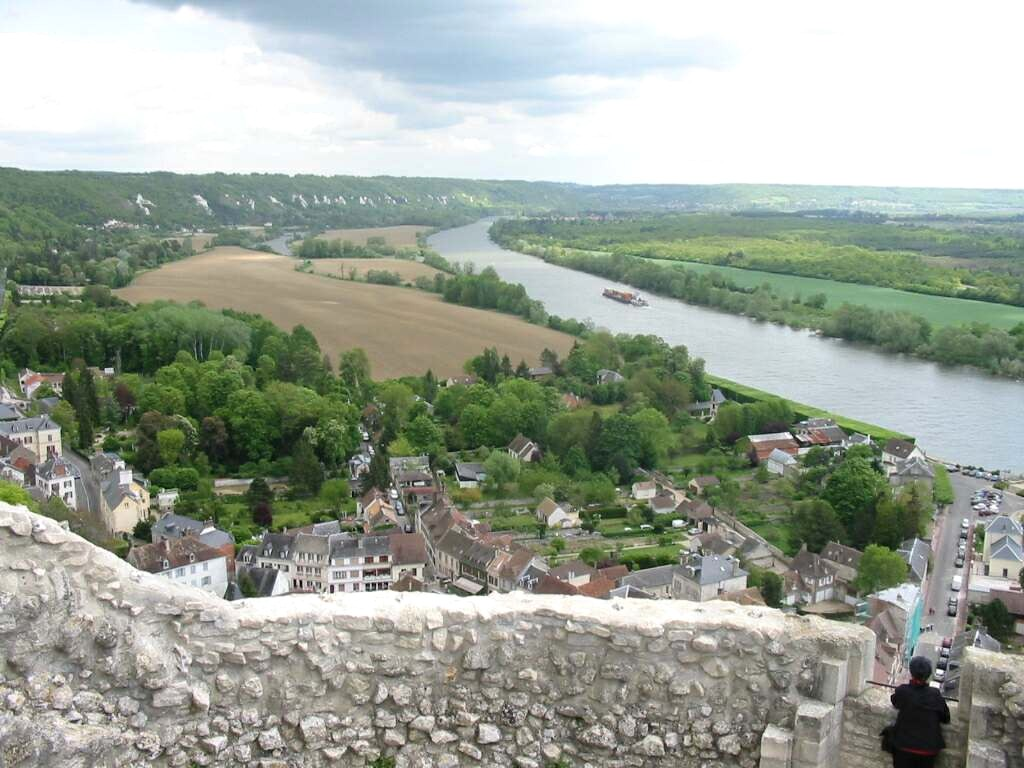
Le site vu du donjon vers l’amont de la vallée de la Seine.

Le village est situé dans le creux d’un méandre de la Seine, sur la rive droite du fleuve, au pied d’une paroi crayeuse escarpée qui délimite le rebord du plateau du Vexin français. C'est le village le plus occidental du département du Val-d’Oise, et la Seine à l’ouest de la commune est le point le plus bas du département à 13 mètres d’altitude (cote moyenne).
Taillé à même la roche, un étroit boyau lance ses 250 marches à l'assaut du donjon dressé depuis près d'un millénaire sur la falaise. La vue donne, au nord, sur le Vexin et ses champs de céréales et en contrebas, sur la Seine qui coule au pied des vieilles demeures à colombage et les boves (maisons troglodytiques).
Le territoire communal comprend trois parties nettement délimitées par le relief :
- le fond de la vallée alluviale de la Seine à une altitude variant de 23 mètres au centre du village à 16 mètres sur la rive du fleuve ; c’est là que se trouve la zone habitée, village et château ;
- le plateau dans la partie nord à une altitude culminant à 123 mètres à l’aplomb du château, se maintenant entre 120 et 130 mètres plus au nord, avec de profondes entailles dues à l’érosion qui a formé des thalwegs tournés vers l’Epte qui coule au nord-est ; cette zone est en grande partie occupée par la forêt régionale de la Roche-Guyon ;
- entre les deux, le plateau, très découpé, occupe une largeur d’environ 250 mètres pour un dénivelé de 80 à 100 mètres ; il se prolonge vers l’ouest par une crête étroite entre la vallée de la Seine au sud et celle de l’Epte au nord.

L’espace rural comprenant environ pour moitié des bois au nord (le bois de la Roche, forêt communale) et des terres cultivées (essentiellement de la culture céréalière) occupait 431,14 hectares en 1999 soit 93 % de la surface communale. Parmi les 7 % d’espace urbain (32,82 hectares), 45,9 % étaient constitués de zones non bâties, des jardins essentiellement, 27,2 % d’habitat continu bas, 13,2 % d’habitat individuel, 0,4 % de boves (habitat troglodyte) et 13,7 % consacrés aux équipements, essentiellement les parcs de stationnement, et aux transports, surtout la surface occupée par les infrastructures routières.

### Voies de communication et transports

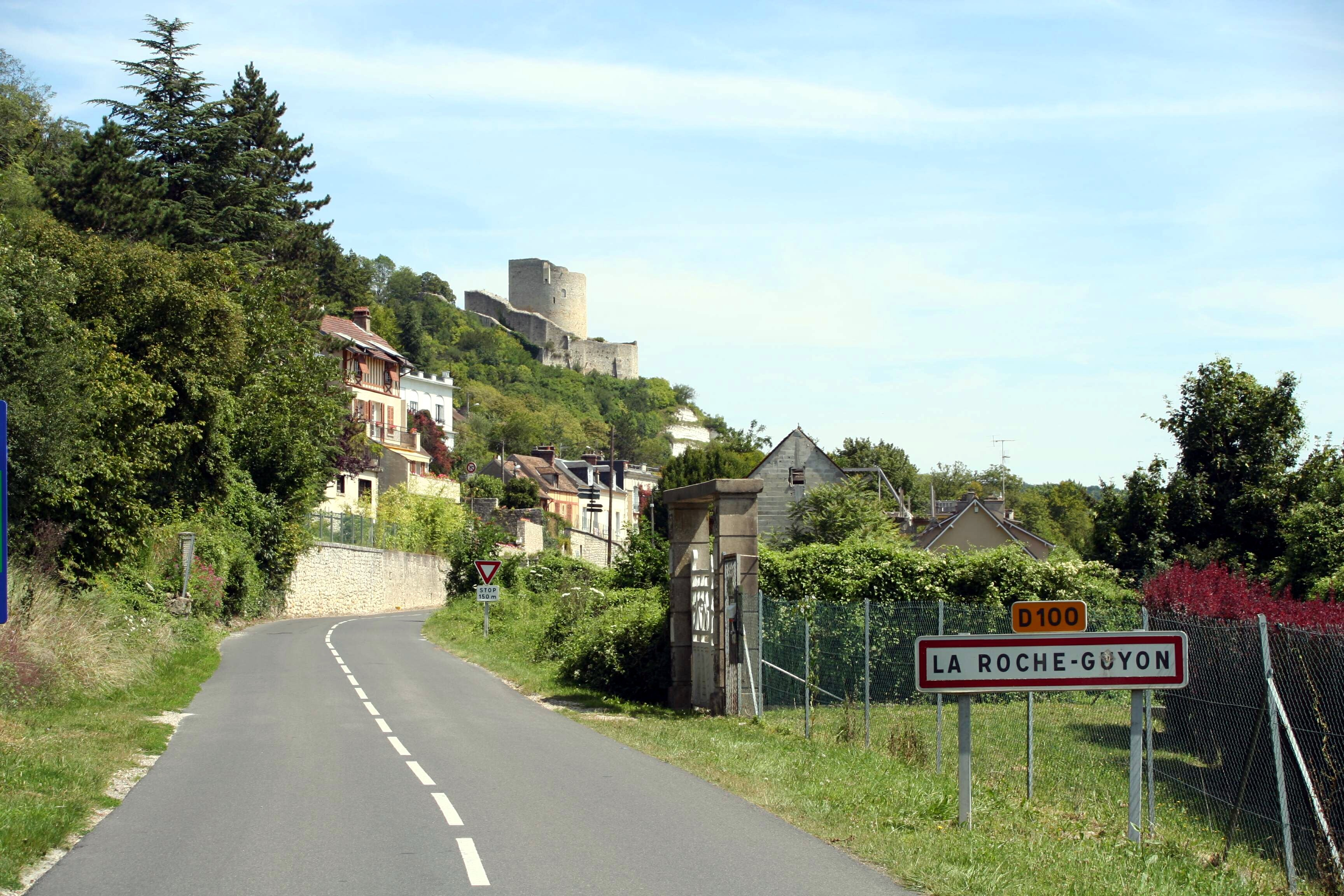
Entrée occidentale du village.

Les communications routières sont assurées par deux routes départementales : la route départementale 913 qui relie Vétheuil à Gasny et traverse le centre du village et la route départementale 100 qui relie Vétheuil à Bonnières-sur-Seine par le plateau ; elle constitue entre Chérence et La Roche-Guyon la « route des crêtes ».
Un service de bus (Réseau de bus du Vexin, ligne 95-11) dessert la commune en semaine et assure des correspondances avec les trains en gare de Mantes-la-Jolie.
Un sentier de grande randonnée, le GR 2, traverse le village d’est en ouest. Ce sentier qui suit la rive droite de la Seine entre Dijon et Le Havre arrive dans le village depuis Vétheuil par la crête du plateau. De ce sentier se détache vers le nord le « GR de pays de la vallée de l’Epte » qui traverse la forêt de La Roche-Guyon. Le territoire de la commune ne possède aucune piste cyclable et n’a jamais été traversé par une ligne de chemin de fer.
Ces infrastructures terrestres ont un impact très limité en termes de pollution sonore, la commune n’étant pas concernée par le classement des infrastructures vu son faible trafic routier (moins de 5 000 véhicules par jour),.
Plus aucun pont ne franchit la Seine depuis 1940.

### Géologie et risques industriels
La géologie de la commune est celle du Vexin français, constitutif du bassin parisien et caractérisé par sa nature sédimentaire.
Le sous-sol comprend plusieurs types de roches superposées. La première est la craie blanche campanienne, la plus ancienne, datant d’environ 80 millions d’années et d’environ quatre-vingts mètres d’épaisseur, qui affleure dans les fonds de vallées. Elle est surmontée par une couche calcaire du Montien (65 millions d’années), pierre à bâtir vexinoise par excellence, puis par les couches d’argile et de sable de l’Yprésien, dont les argiles du Sparnacien, épaisses de cinq à quinze mètres, leur caractère imperméable provoque l’apparition de lignes de sources et rend les fonds de vallées marécageuses. Cette couche est surmontée par le sable du Cuisien, de dix à trente mètres d’épaisseurs.
On trouve ensuite l’importante masse calcaire du Lutétien, d’une épaisseur de vingt à quarante mètres, et qui constitue l’assise du plateau du Vexin. Sa présence explique l’existence de phénomènes karstiques. Les couches du Bartonien qui lui succèdent (40 millions d’années) voient alterner le grès et le sable de l’Auversien, puis le calcaire de Saint-Ouen, et enfin les sables du Marinésien, épais de cinq à trente mètres.
Les diverses couches sédimentaires sont entaillées par les vallées de la Seine et de l’Epte, dont le fond est constitué d’alluvions. Celles visibles à La Roche-Guyon sont anciennes, grossières, riches en graviers, et épaisses de plusieurs dizaines de mètres.
La commune comprend trois sites industriels ou de services mais aucun site n’est recensé sur la base de données du ministère de l’écologie relative aux sites et sols pollués (ou potentiellement pollués) appelant une action des pouvoirs publics, à titre préventif ou curatif (BASOL).

### Hydrographie et risques naturels

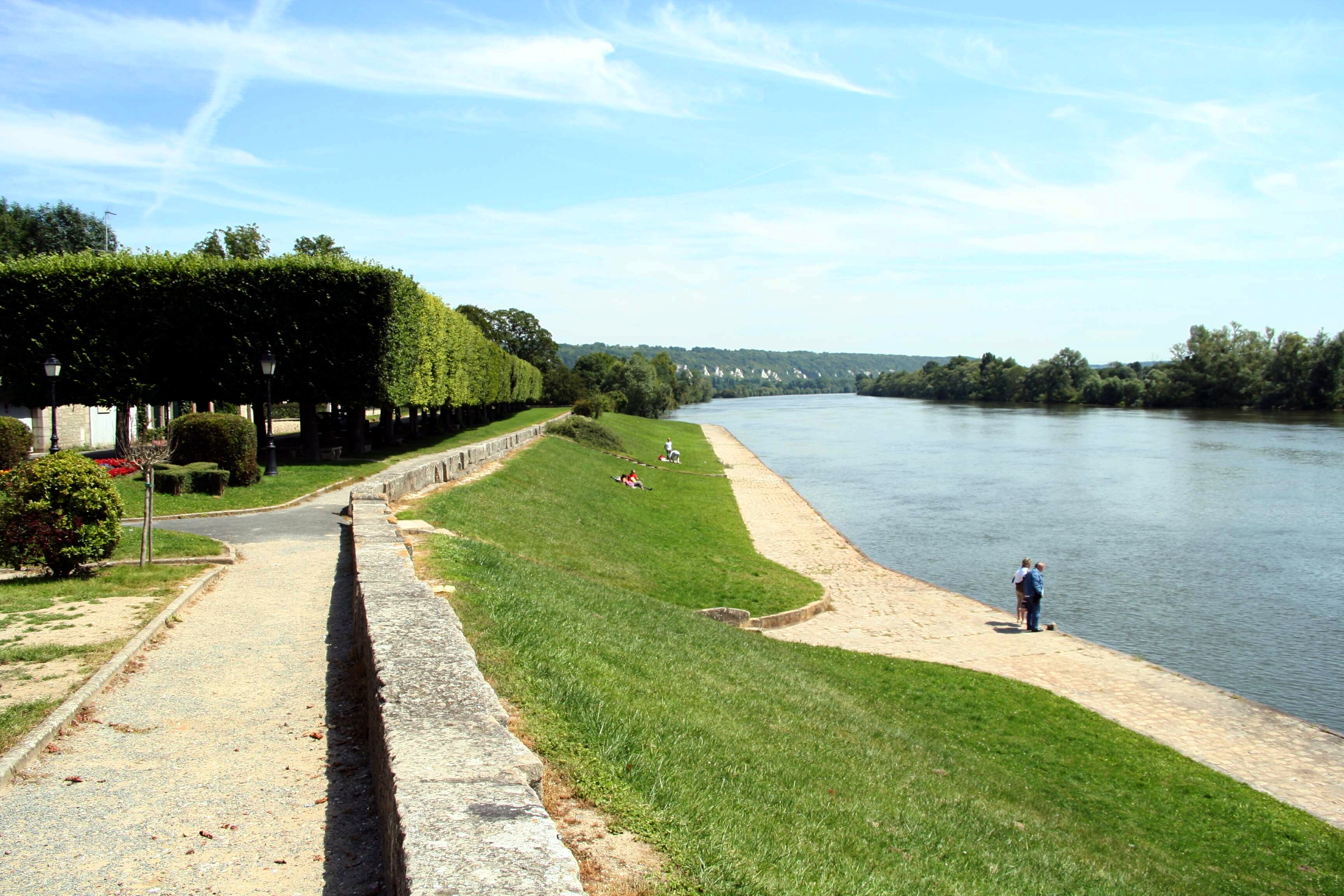
Les quais de Seine.

Le territoire communal est bordé au sud par la Seine sur une longueur d’un peu moins de trois kilomètres. Le fleuve qui était autrefois jalonné de plusieurs îles a été en partie rectifié et canalisé : l’île des Demoiselles à l’est et l’île aux Bœufs à l’ouest ont été réunies à la rive droite.
La situation géographique du village rend la commune particulièrement vulnérable à des risques naturels élevés : toute la plaine alluviale comprenant le village est à risque d’inondation consécutif à une crue de la Seine, et le flanc de plateau la dominant, particulièrement friable, est à haut risque de mouvement de terrain.
L’eau potable est d’origine souterraine. Elle est de très bonne qualité bactériologique, peu dure, peu fluorée, contenant peu de pesticides mais à la teneur en nitrates élevée.

### Climat
Pour des articles plus généraux, voir Climat de l'Île-de-France et Climat du Val-d'Oise.
En 2010, le climat de la commune est de type climat océanique dégradé des plaines du Centre et du Nord, selon une étude du CNRS s'appuyant sur une série de données couvrant la période 1971-2000. En 2020, Météo-France publie une typologie des climats de la France métropolitaine dans laquelle la commune est exposée à un climat océanique et est dans la région climatique Sud-ouest du bassin Parisien, caractérisée par une faible pluviométrie, notamment au printemps (120 à 150 mm) et un hiver froid (3,5 °C).
Pour la période 1971-2000, la température annuelle moyenne est de 11 °C, avec une amplitude thermique annuelle de 14,4 °C. Le cumul annuel moyen de précipitations est de 717 mm, avec 11,3 jours de précipitations en janvier et 8,1 jours en juillet. Pour la période 1991-2020, la température moyenne annuelle observée sur la station météorologique la plus proche, située sur la commune de Magnanville à 13 km à vol d'oiseau, est de 11,6 °C et le cumul annuel moyen de précipitations est de 641,5 mm,. Pour l'avenir, les paramètres climatiques de la commune estimés pour 2050 selon différents scénarios d'émission de gaz à effet de serre sont consultables sur un site dédié publié par Météo-France en novembre 2022.

## Urbanisme

### Typologie
Au 1er janvier 2024, La Roche-Guyon est catégorisée commune rurale à habitat dispersé, selon la nouvelle grille communale de densité à sept niveaux définie par l'Insee en 2022.
Elle est située hors unité urbaine. Par ailleurs la commune fait partie de l'aire d'attraction de Paris, dont elle est une commune de la couronne,. Cette aire regroupe 1 929 communes,.

## Toponymie

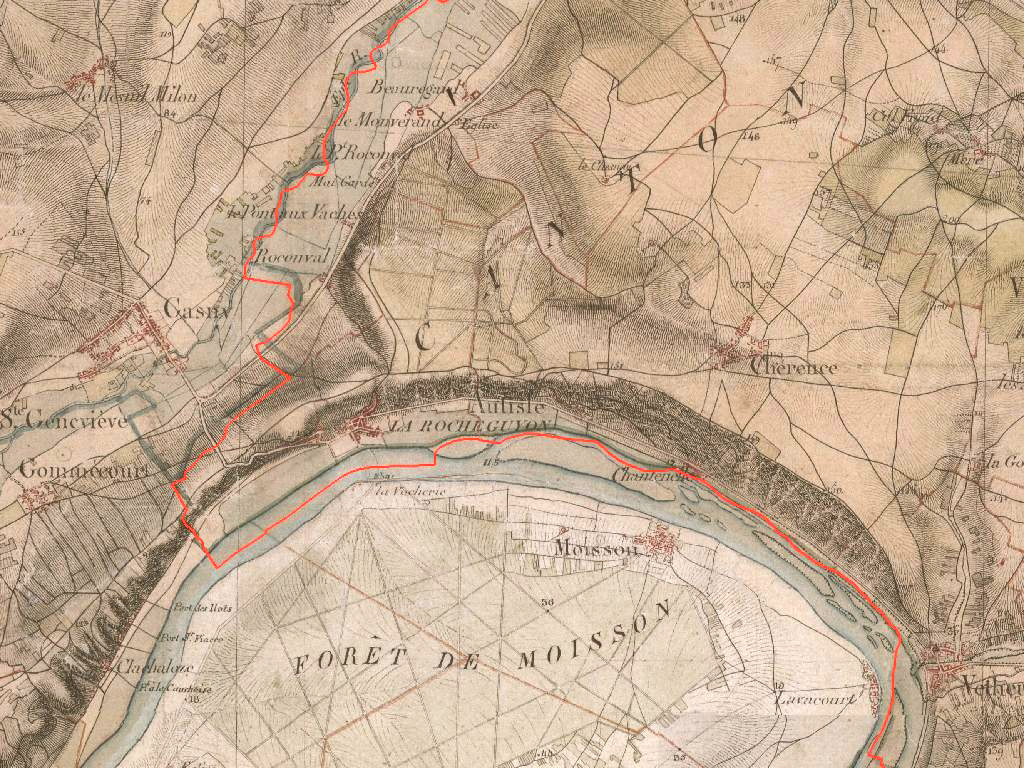
Carte d’état-major vers 1870.

Le nom de la localité est attesté sous les formes latinisées Guido de Roca en 1077, Rupes Guidonis en 1138 - 1144.
Il s'agit d'une formation toponymique médiévale tardive, comme l'indique la présence de l'article défini, composée des éléments d’oïl la Roche et Guion.
Le mot roche en français est issu d'un prélatin *rocca, parfois traduit par le latin rupes dans les documents rédigés dans cette langue ou latinisé en roca, rocha ou rocca.
Guion est un nom de personne au cas régime de l'ancien français, devenu graphiquement Guyon, ce qui a engendré une disparition de l'ancienne prononciation « gui-on » [giɔ̃]. Le cas sujet est Guy et roche signifie par extension « château fort », d'où le sens global de « château fort de Guy ». Château-Gaillard dans le Vexin normand assis sur un site similaire est lui aussi qualifié de château de la Roche ou de la Roque dans les textes, la forme roque s'expliquant par sa situation sur la ligne Joret.
Guy de la Roche est un fidèle vassal du roi Philippe-Auguste. L’anthroponyme Guy est d’origine germanique et généralement latinisé en Guido, parfois en Wido, selon son étymologie germanique.

## Histoire

### Les origines

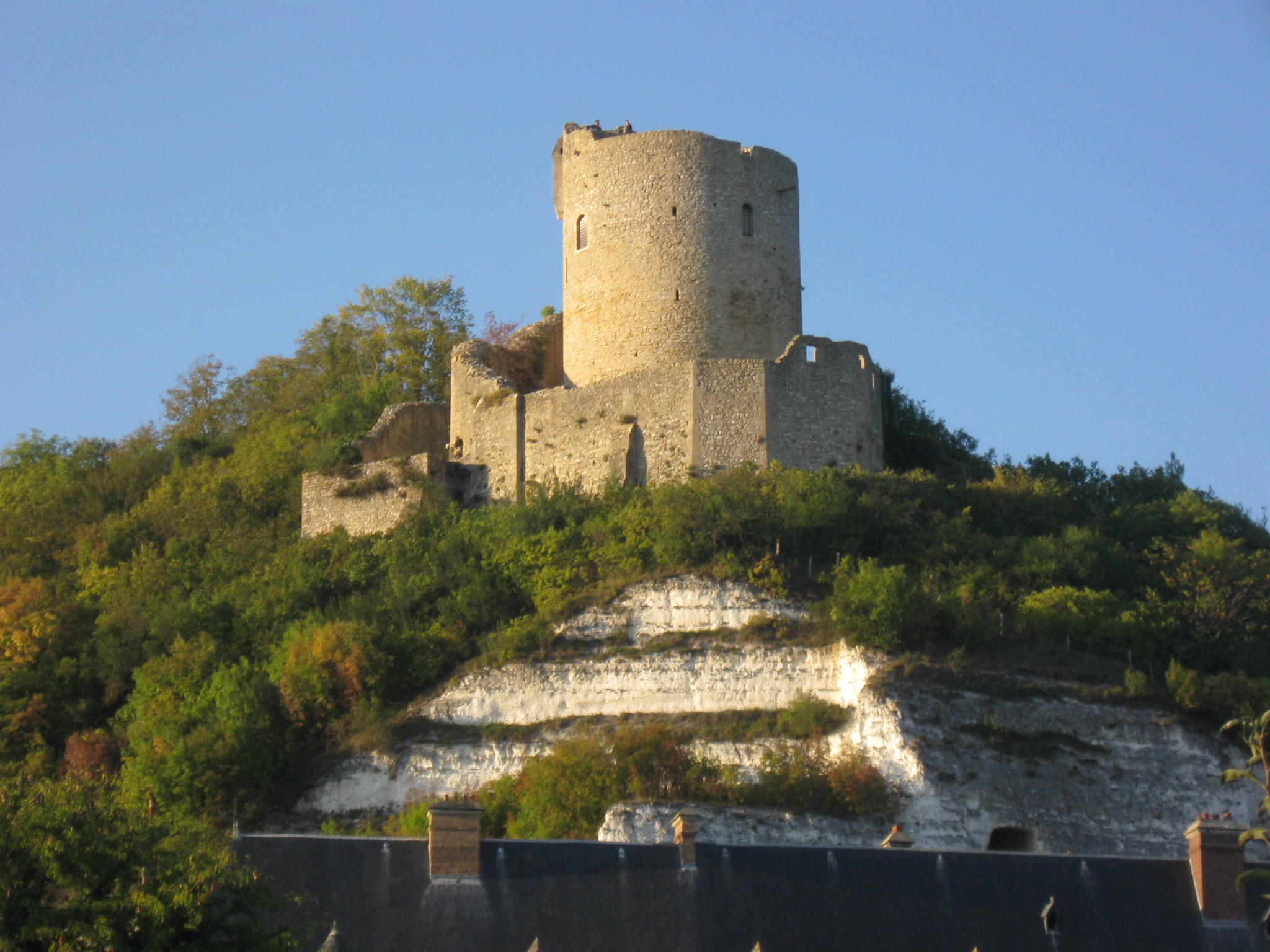
Le donjon du château.

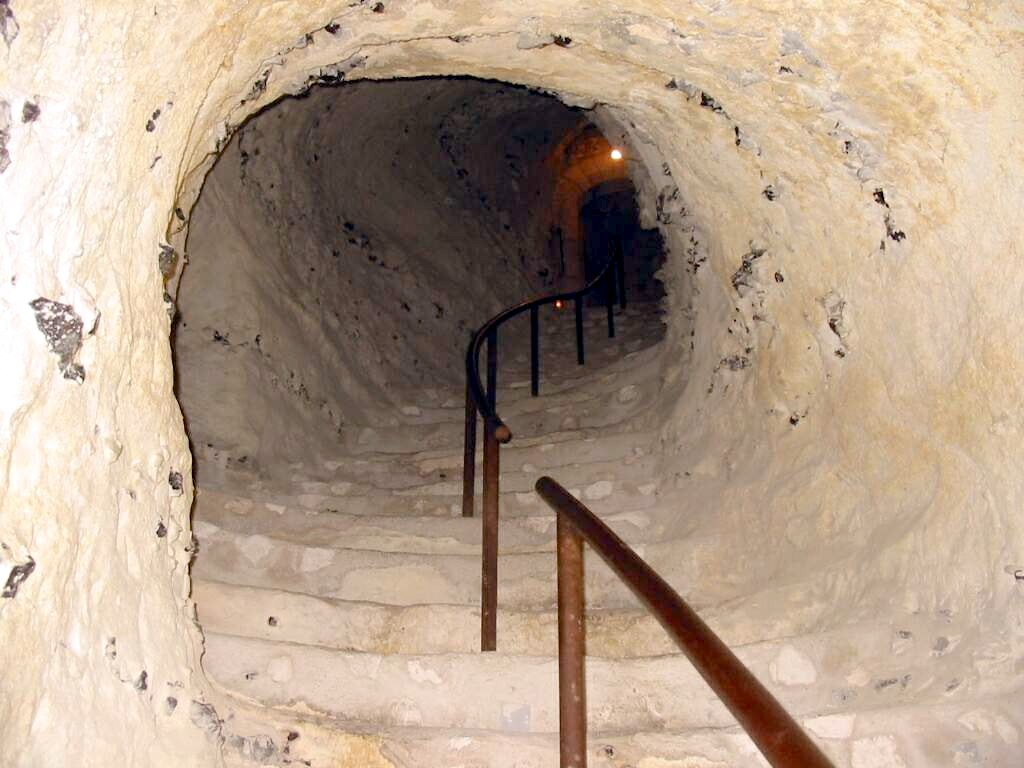
L'escalier, creusé dans la craie, menant au donjon.

Une villa gallo-romaine existe probablement vers les IIIe et IVe siècles apr. J.-C., mais aucune découverte ne l'atteste, même si le plateau du Vexin est occupé dès la Préhistoire et voit un important réseau de villæ gallo-romaines s'implanter dans le Vexin français, à Rhus ou Genainville en particulier. Aux premiers temps du christianisme, une légende raconte que Pience, veuve du propriétaire du domaine et plus ancien personnage connu de l'histoire de La Roche, rencontre saint Nicaise, l'évangélisateur du Vexin, contemporain de saint Denis. Elle fait alors creuser au lieu de la rencontre un sanctuaire, qui serait la nef ouest de l'actuelle chapelle du château.
Une petite nécropole mérovingienne mise au jour atteste la présence d'une petite communauté humaine durant le haut Moyen Âge.
Mais c'est le traité de Saint-Clair-sur-Epte conclu en 911 qui place le site de La Roche dans une position stratégique exceptionnelle de frontière face au duché de Normandie, sur la rive droite de l'Epte. Un premier château troglodytique est édifié, vers 1066, pour défendre l'Île-de-France, territoire royal, dans le cadre de la fortification de l'Epte. Il est décrit par Suger en ces termes :
« Au sommet d'un promontoire abrupt, dominant la rive du grand fleuve de Seine, se dresse un château affreux et sans noblesse appelé La Roche-Guyon. Invisible à sa surface, il se trouve creusé dans une haute roche. L'habile main du constructeur a ménagé sur le penchant de la montagne, en taillant la roche, une ample demeure pourvue d'ouvertures rares et misérables. ».
Vers 1190, un donjon est édifié relié au château par un escalier souterrain d'une centaine de marches creusé dans le flanc du plateau ; il domine les vallées de la Seine et de l'Epte, dans une position stratégique exceptionnelle. Au XIIIe siècle, est construit le manoir d'en bas qui fait peu à peu disparaître le château troglodytique, l'ensemble constituant alors avec le donjon une remarquable forteresse double.

### Les Guy de La Roche
La famille des Guy de La Roche sont les seigneurs du fief du Xe au XVe siècle.
Au XIIe siècle, Guy de la Roche est un fidèle vassal du roi Philippe-Auguste, qui séjourne au château en 1185 et récompense sa loyauté en lui accordant le droit de péage pour les bateaux naviguant sur la Seine, puis le droit exclusif de chasse, partagé avec le roi, en la forêt d'Arthies. Ce seigneur est présent à la bataille de Bouvines en 1214 aux côtés du roi. Le droit de péage procure d'importants revenus à la famille de La Roche mais des devoirs lui incombent : garantir la navigabilité du fleuve par l'entretien des berges, le dragage, puis à partir de 1480, le halage des navires. Durant la guerre de Cent Ans, Guy VI de la Roche, familier du dauphin, épouse Perrette de La Rivière, fille de Bureau de La Rivière, premier chambellan des rois Charles V (qui est mort dans ses bras) et Charles VI. Mais il est tué à Azincourt le 25 octobre 1415. Sa veuve prend parti pour les Armagnacs, comme ses voisins de Château-Gaillard et des Deux-Goulets. En 1419, Rouen le 13 janvier, puis Vernon le 3 février et Mantes le 8 février tombent aux mains des Anglais. Un détachement dirigé par Richard de Beauchamp, comte de Warwick, est envoyé devant La Roche, mais est surpris par l'opiniâtre résistance rencontrée : le château se révèle imprenable. Après un siège de six mois, Henri V d'Angleterre, qui séjourne à Mantes, demande une entrevue à dame Perrette : le 20 juin, elle doit capituler, les Anglais menaçant de saper les caves. Elle reçoit la proposition de quitter le château, ou de prêter serment, ce qu'elle refuse. Les chroniqueurs Jean Juvénal des Ursins et Enguerrand de Monstrelet rapportent : 
« Lors, lui dit le sire roi, si elle voulait pour elle et ses enfants qui estaient jeunes, lui prêter serment, il les laisserait, à elle et à sesdits enfants, ses meubles terres et seigneuries ; sinon il aurait sa place et ses biens ; mais elle, mue d'un noble courage, aima mieux perdre tout et s'en aller, dénuée de tous biens elle et ses enfants que de se mettre avec ses enfants ès mains des ennemis de ce royaume et de laisser son souverrain seigneur ; ainsi elle en partit et ses enfants dénuée de tous ses biens. »

Armoiries des Guy de la Roche.

C'est ainsi que le château est finalement occupé par les Anglais en 1419, Perrette de La Rivière rejoignant alors la cour du « roi de Bourges ». En 1404, une nouvelle église paroissiale est mise en chantier avec l'autorisation du roi Charles VI afin de remplacer l'ancienne église, démolie deux années auparavant et contiguë au château ; les travaux sont interrompus en 1419 avec l'occupation anglaise et seulement achevés, à l'économie, en 1520.
Le roi d'Angleterre confie la seigneurie à Guy le Bouteillier, qui la conserve jusqu'en 1439. Son fils lui succède jusqu'en 1449, date à laquelle le château est finalement repris par Guy VII de La Roche, fils de dame Perrette.

### De la Renaissance auXVIIesiècle

Les armes des Silly, comtes de la Roche-Guyon.

Guy VII de La Roche meurt en 1460 sans postérité mâle ; sa fille Marie de La Roche-Guyon épouse en premières noces Michel d'Estouteville puis en secondes noces le chambellan du roi Louis XI, Bertin de Silly, en 1471. Le fief passe alors à la famille de Silly, jusqu'en 1628, période pendant laquelle commence une importante période de prospérité. Le château perd sa fonction défensive et se transforme en résidence, qui accueille des personnalités célèbres, jusqu'aux rois de France François Ier et Henri IV
En octobre 1493, Bertin de Silly obtient par lettres patentes grâce à sa proximité du roi Charles VIII l'établissement de deux foires annuelles, mi-juin et fin novembre ainsi que de deux marchés hebdomadaires à La Roche. On y négocie le blé, les porcs, et tous les ustensiles et denrées nécessaires aux besoins locaux. En 1504, un grenier à sel est autorisé par Louis XII. En 1513, le fief des Silly est vaste : il s'étend de Copières et Arthies au nord à Rolleboise au sud, et de Aincourt et Guernes à l'est à Limetz à l'ouest. Le seigneur détient le droit de justice et perçoit les impôts et revenus.
Les boves, qui constituent des refuges commodes, sont généralement habitées par les paysans et leurs animaux, qui procurent la chaleur animale. Leur nom proviendrait 
de bover, qui signifie creuser en vieux français. Les animaux, par leur urine, favorisent l'apparition de salpêtre sur les parois de craie blanche, exploité en retour par les paysans ; le village constitue aux XVe et XVIe siècles un important marché où s'approvisionnent les poudreries d'Île-de-France et de Normandie.
En 1628, le domaine entre en la possession de la famille du Plessis-Liancourt puis de la famille de La Rochefoucauld en 1659 par le mariage de Jeanne du Plessis-Liancourt avec François VII de La Rochefoucauld (1634-1714). Le château reste dans cette famille jusqu'à nos jours, sauf de 1816 à 1829 où il appartient aux ducs de Rohan. Le 6 août 1693, un effondrement catastrophique d'un pan de falaise détruit plusieurs habitations troglodytiques : il fait six victimes.

### LeXVIIIesiècle

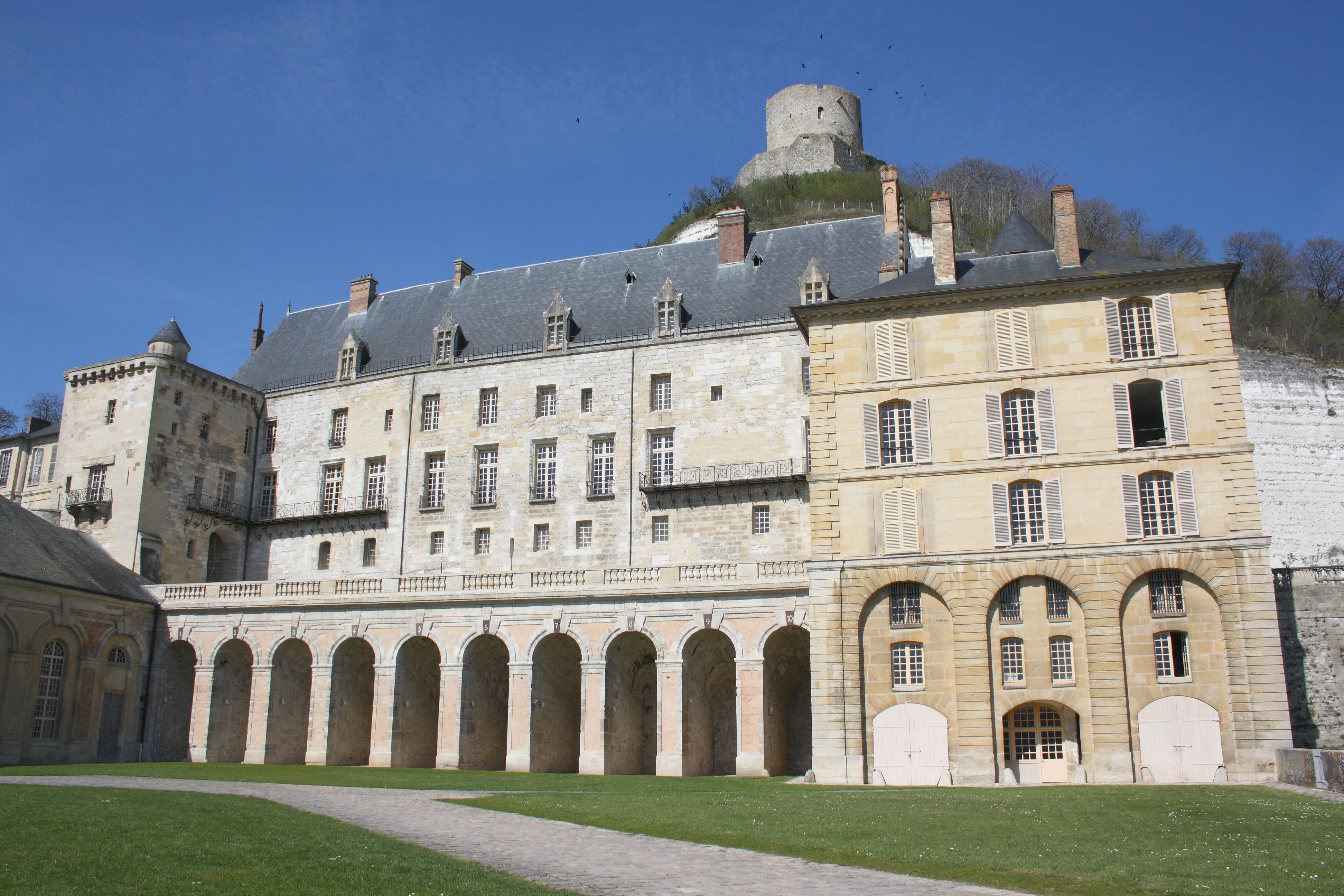
Le château.

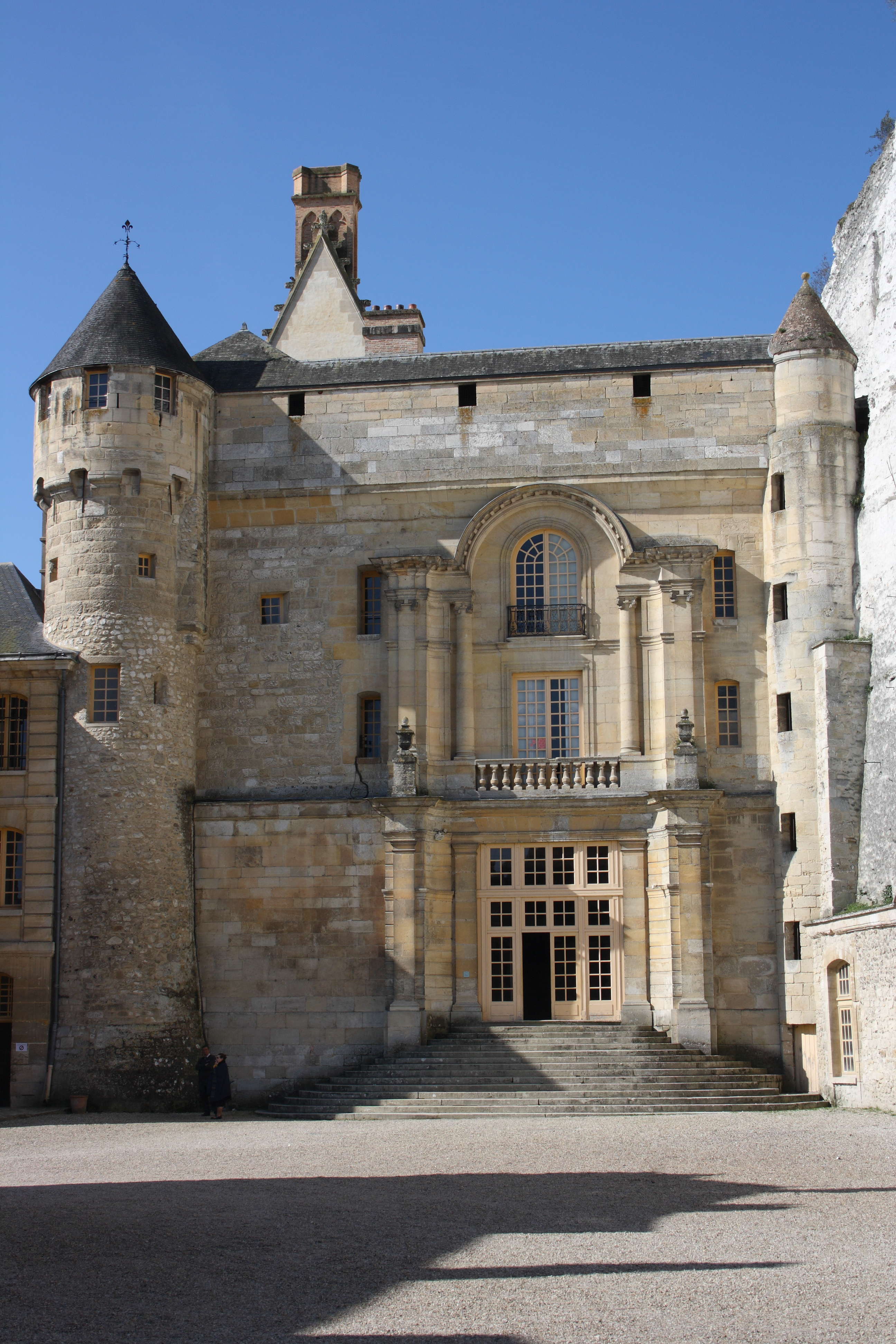
L'entrée monumentale du château.

Au XVIIIe siècle, de grands travaux sont entrepris au château et dans le village par le duc Alexandre de La Rochefoucauld (1690-1762), sixième fils de François VIII de La Rochefoucauld et de Madeleine Le Tellier de Louvois. Ils sont poursuivis ensuite par sa fille, la duchesse d'Enville. Le vieux manoir de La Roche-Guyon, d'origine médiévale, ne pouvait plus convenir au duc et à sa mère, fille de Louvois, habitués aux fastes de la Cour.
Le château est doté en 1733 d'une entrée monumentale baroque percée dans son rempart est ; elle donne sur un grand escalier donnant sur la salle des gardes et aux pièces de réception. En 1739, la cour d'honneur est entourée de communs qui remplacent les anciennes bâtisses médiévales. Mais la cour basse conservait encore son apparence médiévale : il est donc décidé de la réaménager également. Le duc fait appel à l'architecte Louis Villars, qui édifie des écuries à l'est de 1740 à 1745, très similaires à celles de Chantilly par leur style ou leurs dimensions ; la porte centrale est surmontée d'un cheval cabré sculpté par Jamay. Une grande grille d'entrée est installée, couronnée de la couronne ducale et des armes des La Rochefoucauld. Deux pavillons neufs sont ensuite ajoutés au château, le pavillon Villars (ou pavillon Fernand)  sur l'emplacement d'une ancienne tour ronde à l'est et le pavillon d'Enville, bâti en « L » sur une cour, à l'ouest. En 1741, un petit observatoire est créé sur la terrasse occidentale.
Le village voit ses rues pavées, puis un système d'adduction d'eau sous pression est créé en 1742 : l'eau est captée à Chérence, sur le plateau du Vexin, puis acheminée par un aqueduc de 3,2 kilomètres enjambant la charrière des Bois à un réservoir creusé dans la falaise, au-dessus des communs du château. Il alimente ensuite les cuisines et appartements et est accessible aux habitants alimentant également le potager et la nouvelle fontaine du village, sculptée par Jamay. Jusqu'alors, les villageois puisaient directement l'eau de la Seine. Une fois ces travaux effectués, le duc se concentre sur la voirie : la route de Gasny est percée de 1744 à 1762, ainsi que la rue de la Sangle qui la relie à la Vieille Charrière. Les routes sont bordées d'arbres, noyers et ormes, tandis que les rives du fleuve sont plantées de saules, tilleuls et peupliers.
La duchesse d'Enville fait ensuite aménager une promenade dans l'île aux Bœufs, à l'ouest du village. À partir de 1769, un parc paysager est aménagé à l'ouest et planté de cèdres du Liban, puis un vaste parc d'une quinzaine d'hectares est dessiné, comprenant une belle futaie d'essences nobles, une glacière, travaux conçus par la duchesse afin également de donner du travail aux villageois en ces périodes de disette.
Au milieu du XVIIIe siècle, le duché comprend les paroisses de La Roche, Gommecourt, Clachaloze, Bennecourt, Limetz, Villez, Amenucourt, Roconval, Beauregard, Chérence, Copierres, Montreuil-sur-Epte, Haute-Isle, Chantemesle, Vétheuil, Aincourt, Saint-Martin-la-Garenne, Sandrancourt, Guernes, Moisson, Rolleboise, Méricourt, Freneuse et Bonnières. Le salon de la duchesse est très fréquenté par de grands esprits du siècle des Lumières, comme Turgot, qui y séjourné sept mois en 1776 après sa disgrâce, Condorcet (en 1785 et 1791), l'agronome anglais Arthur Young, le peintre Hubert Robert qui a un moment un atelier au château, ou encore d'Alembert, les Choiseul, les Rohan.
Ce rayonnement s'appuie sur la mise en valeur d'un vaste domaine rural, le duché-pairie de la Roche Guyon, dont les différentes composantes, forêts, péages sur la Seine et droits divers, constituent autant de monopoles seigneuriaux que les hommes du duc et de la duchesse s'attachent à défendre et pérenniser. La gestion et l'exploitation de ce territoire aboutit à la constitution de revenus importants qui autorisent la famille La Rochefoucauld à maintenir son rang parmi la plus haute noblesse.

### De la Révolution à 1900
À la suite de la convocation des états généraux par le roi le 21 janvier 1789, Louis-Alexandre de La Rochefoucauld, fils de la duchesse d'Enville, est nommé député par la noblesse de la ville de Paris ; il est un des quarante-sept nobles qui se réunissent au Tiers état le 25 juin 1789. Sont également élus députés au bailliage de Chaumont maître Jean-Jacques Feugères, avocat au Parlement, ainsi que les sieurs André-François et Nicolas Alexandre Chandelier, maçons, pour la paroisse de La Roche-Guyon, composée de 229 feux. Pendant la Révolution française, le village prit le nom de Roche-sur-Seine et devient le 15 janvier 1790 chef-lieu d'un canton éphémère de douze communes jusqu'en 1801.
Louis-Alexandre de La Rochefoucauld vote la Constitution civile du clergé, mais il est nommé président du conseil départemental de Paris le 1er octobre 1791 et doit faire face aux émeutes suscitées par les Girondins. Il s'enfuit après l'internement du roi Louis XVI et de sa famille à la tour du Temple, mais arrêté à Gisors le 4 septembre 1792, il connaît un destin tragique étant massacré par la populace sous les yeux de son épouse, et de la duchesse, sa mère. La veille, Charles de Chabot, petit-fils de la duchesse d'Enville, avait été égorgé dans la prison de l'abbaye de Saint-Germain-des-Prés.
Le 2 octobre 1793, le conseil général de Seine-et-Oise ordonne la destruction du donjon afin d'éviter qu'il ne tombe aux mains des contre-révolutionnaires. Le donjon est arasé d’un tiers, pour ne plus mesurer que vingt mètres de nos jours, mais le travail n'est pas terminé, les démolisseurs s'étant semble-t-il vite lassés de cette besogne. Les pierres tombées constituent alors des matériaux bon marché et servent à édifier d’autres bâtiments dans le village, chose courante à cette époque, la pierre étant rare et chère.
Avec la Révolution, La commune connaît une importante mutation. Au XIXe siècle, le château évolue peu dans son ensemble, en revanche le village se transforme : d'un important centre de négoce, avec son marché hebdomadaire aux porcs et au blé, il devient progressivement un lieu de villégiature. Les maisons occupées par les administrations ducales deviennent des résidences de vacances pour bourgeois parisiens. En 1812, des travaux sont entrepris dans l'église : agrandissement des chapelles nord et consolidation du clocher avec installation d'une nouvelle cloche. Plusieurs éboulements désastreux se déroulent pendant le siècle : le 3 janvier 1810, un pan de falaise s'effondre sur des caves et une maison tuant un enfant. D'autres éboulements ont lieu en 1835 et 1894. En 1832, le village est victime de la grande épidémie de choléra ; en trois semaines, trente-deux habitants en succombent.
Le soir du 12 décembre 1840, la flottille commandée par le prince de Joinville ramenant les cendres de Napoléon de Sainte-Hélène fait une brève escale à La Roche. En 1841, le dernier loup est tué et pendu.
Au XIXe siècle, le port constitue le débouché fluvial de deux activités industrielles du Vexin français : la carrière de pierre de taille calcaire de Chérence et les laminoirs de Bray-et-Lû, qui, actionnés par l'Epte, produisent des feuilles de zinc qui sont stockées à La Roche dans un entrepôt à proximité du port. Mais le chemin de fer construit dans la vallée de l'Epte est plus rapide et pratique et le port fluvial est rapidement délaissé.
En 1819, Lamartine passe la Semaine sainte à La Roche-Guyon, il y écrit une de ses Méditations poétiques. En 1821 puis en 1835, Victor Hugo séjourne au village, d'abord en tant qu'invité au château du cardinal de Rohan, qu'il avait rencontré deux ans auparavant au séminaire de Saint-Sulpice, puis quatorze ans plus tard à l’auberge.
Dans une lettre à sa fille Adèle, du 16 août 1835, il décrit le site, quatorze ans après son premier séjour : 
« Rien n'est changé dans ce triste et sévère paysage. Toujours ce beau croissant de la Seine, toujours de sombre rebord de collines, toujours cette vaste nappe d'arbres. Rien n'est changé non plus dans le château, excepté le maître qui est mort, et moi, le passant qui suis vieilli. D'ailleurs, c'est encore le  même ameublement seigneurial, j'ai revu le fauteuil où s'est assis Louis XIV, le lit où a couché Henri IV. Quant au lit où j'avais couché, c'était celui du cardinal de La Rochefoucauld (...) on en a fait des dessus de chaises pour le billard. Ainsi il ne reste plus rien de moi ici (...) On m'a montré un demi-vers de moi qu'un voyageur a écrit avec mon nom au bas. On montre cela aux étrangers. Je les ai laissés dans leur erreur. »
En 1850, le comte Georges (1821-1861), fils cadet du duc François XIV (1794-1874), obtient de son père qu'il abandonne un petit enclos et une maison de garde afin d'accueillir des enfants convalescents des hôpitaux de Paris. Puis, sous la forte demande, il faut louer les maisons environnantes. En 1854, le pavillon, baptisé plus tard « de La Rochefoucauld », est édifié. Le comte meurt en 1861 et est inhumé dans la chapelle de l'hospice ; il lègue les bâtiments en nue-propriété à la communauté des sœurs de Saint-Vincent-de-Paul, ou à défaut, à l'Assistance publique de Paris ; c'est cette dernière qui en hérite. Dès lors, cent onze enfants sont accueillis et soignés dans les locaux, répartis dans sept salles et surveillés par dix sœurs. En 1890, un bâtiment supplémentaire est édifié grâce à un legs de monsieur Fortin, en faveur des enfants pauvres des écoles congréganistes de Paris. La direction était assurée par le directeur de l'hôpital Trousseau à Paris. « Le vieux château » figure sur une liste des monuments historiques de 1862, et ses ruines dans celle publiée par le Journal officiel du 18 avril 1913.
La Roche-Guyon et l'impressionnisme
Le peintre impressionniste Camille Pissarro y séjourne en 1863, l'année où il participe au Salon des refusés. Vers 1865, il peint La Promenade à ânes à La Roche-Guyon et vers 1867, une autre toile au centre du village. Puis en 1880, il exécute une pointe sèche intitulée Château de La Roche-Guyon.
Un natif de La Roche-Guyon, Auguste Guerbois, ouvre aux Batignolles à Paris un café qui devient célèbre : il accueille dans son établissement entre 1869 et 1875, le groupe des Batignolles. On y trouve autour d'Édouard Manet, Edgar Degas, Alfred Sisley et leurs amis.
Claude Monet qui loge à Vétheuil puis à Giverny fréquente régulièrement le village ; il y peint La Seine entre Vétheuil et La Roche-Guyon  et Le Château de La Roche-Guyon en 1881.
Durant l'été 1885, c'est au tour d'Auguste Renoir de séjourner au village, à l'étage de l'actuel café-tabac ; il le représente dans Paysage à La Roche-Guyon, avant de revenir plus brièvement au village l'année suivante. Il reçoit également Paul Cézanne en juin 1885, qui entreprend une toile qu'il n'achève pas.

Camille Pissarro à la Roche-Guyon
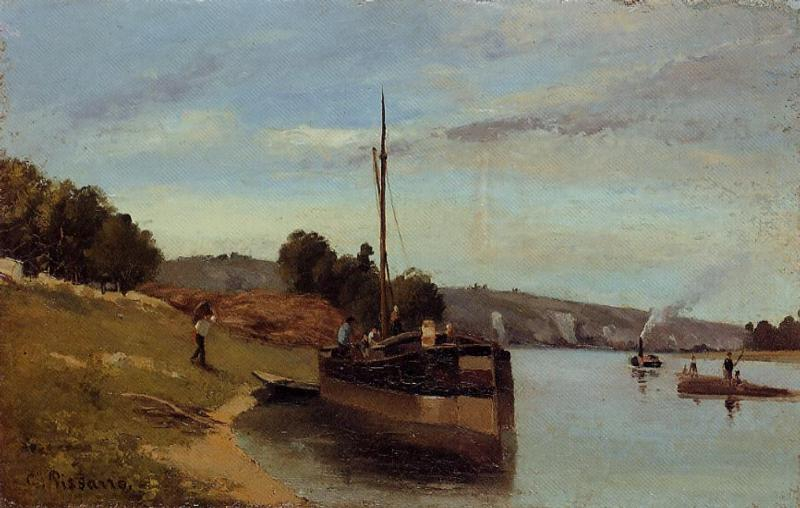
Péniches à La Roche-Guyon, 1863 Localisation non documentée
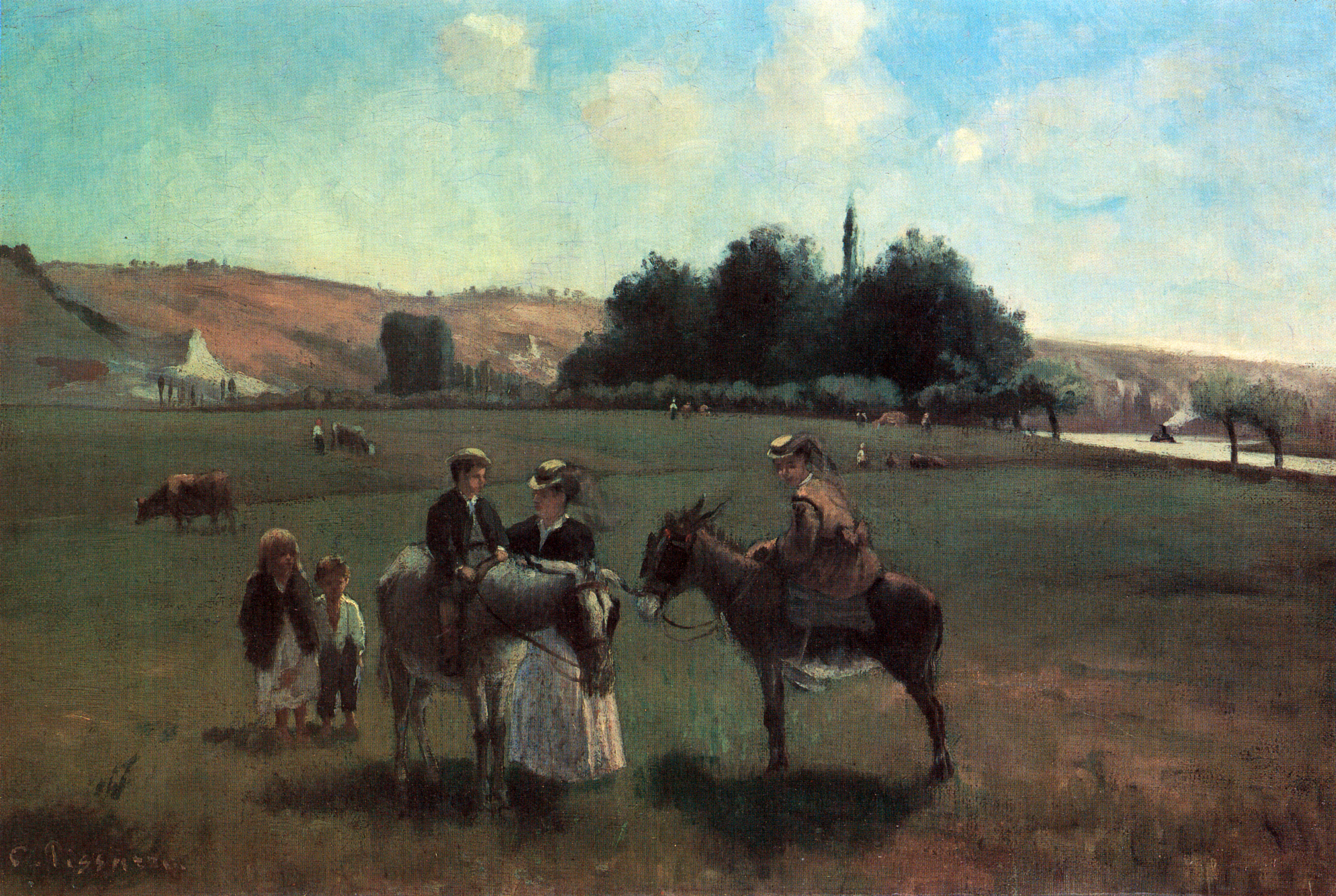
La Promenade à âne à La Roche-Guyon, vers 1865 Localisation inconnue

Après la guerre de 1870, La Roche ne compte plus qu'environ six cents habitants alors qu'il en possédait plus de mille à la veille de la Révolution. Le centre du village est néanmoins voué au commerce et demeure très actif le jour du marché en particulier. On y trouve un cabaret, une pharmacie, un boulanger, un ferblantier, un boucher, un charcutier et un maréchal-ferrant près de la mairie. Un bureau de poste existe depuis 1826, en annexe de Bonnières. La Roche compte pas moins de douze auberges, parmi les plus importantes : La Maison Rouge ; Le Donjon ; L'Hôtel de France ; L'Hôtel du Pont ; L'Hôtel de la Poste. Les pauvres logent dans les boves, tandis que les fermes des vignerons se situent pour la plupart sur les charrières. Les coteaux sont couverts de vignes, dont beaucoup possèdent quelques arpents. Le vignoble est pourtant peu lucratif car situé sur un terrain peu favorable, tout en demandant en revanche beaucoup de travail. Le vin est pour l'essentiel destiné à la consommation locale. On accède au village par le pont suspendu sur la Seine, ou en empruntant « la patache » sur la rive droite, qui met près de trois heures à parcourir la vingtaine de kilomètres, avec de fréquents arrêts.

### De 1900 à 1940

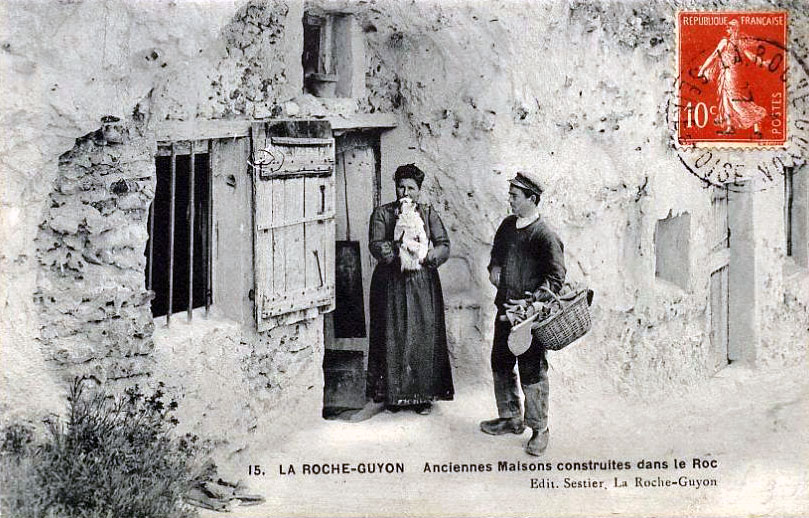
Les boves, habitations troglodytiques, vers 1900.

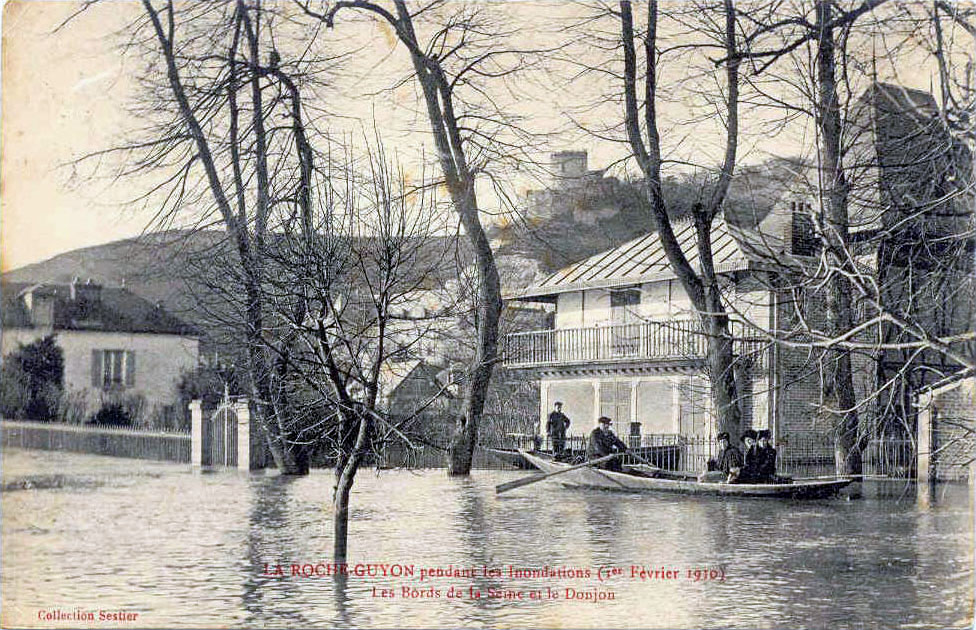
La Roche-Guyon pendant les inondations de 1910.

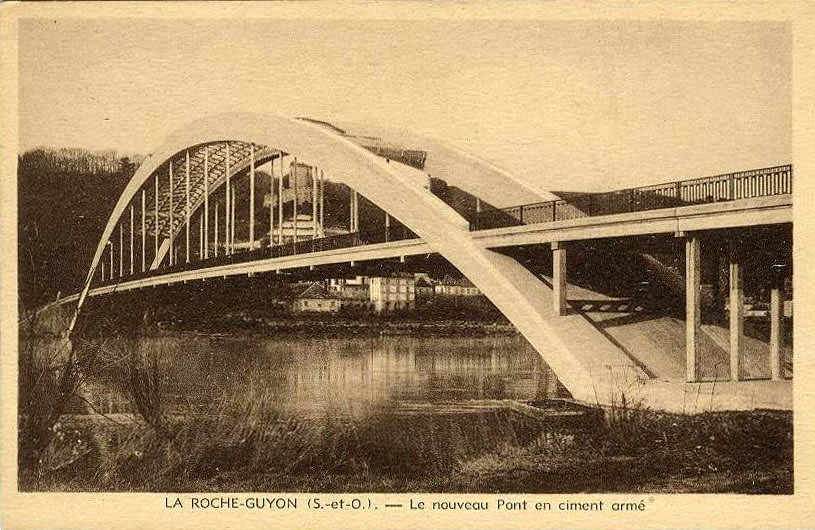
Le nouveau pont en béton armé.

En 1901, Pierre de La Rochefoucauld, demande des subventions pour le vieux donjon, classé monument historique, qui sont refusées par le préfet de Seine-et-Oise au motif que le propriétaire doit saisir le ministère lui-même. En 1931, l'architecte Voirin conduit des travaux de « consolidation et protection des ruines du XIIe siècle, à titre de curiosité archéologique ».
Oublié par le chemin de fer, et ayant perdu quasiment toute activité fluviale, le village connaît un important déclin économique qui, en contrepartie, contribue à préserver son site de l'urbanisation et à en affirmer la vocation résidentielle et touristique. Néanmoins, les péniches qui ne circulent alors pas de nuit continuent à y faire halte et les mariniers, du Nord de la France et de Belgique en particulier, y restent nombreux. En 1910, le village est lui aussi victime des inondations qui touchent la région, on circule alors en barque dans les rues noyées sous deux mètres d'eau.
Deux ponts successifs enjambent la Seine, large à cet endroit de 170 mètres. Le premier, construit en 1840, fonctionne jusqu'en 1914. De 1914 à 1934, un bac relié à une poulie glissant sur un câble permet aux voitures de traverser le fleuve. Les piétons, quant à eux, le traversent en barque. Grâce à la ténacité des maires de l'époque, Louis Guy puis le docteur Marcel Petitclerc à partir de 1929, le second pont est mis en chantier en octobre 1932 et inauguré le 7 juillet 1935. Il s'agit d'un pont en béton à arche unique, le plus long d'Europe à sa construction. Mais victime du second conflit mondial, il est dynamité à l'aide de 400 kg de cheddite par le génie militaire français le 9 juin 1940, causant d'importants dégâts au village, dont la population n'avait pas été prévenue : mille quatre cents carreaux sont brisés au château, huit cents à l'hôpital, tous les vitraux de l'église sont détruits et les habitations sont pour beaucoup rendues inhabitables. Le pont n'a jamais été remplacé depuis.

### La seconde guerre mondiale
Aucun fait majeur ne trouble le village hormis les habituelles réquisitions ennemies, jusqu'à ce que les Allemands installent un poste de DCA au château le 17 mars 1943.
Le château de La Roche-Guyon est occupé à partir de février 1944 par l'état-major du Generalfeldmarschall Erwin Rommel. Celui-ci a été nommé plus tôt responsable de la défense des côtes françaises contre le débarquement allié qui s'annonce. Il choisit alors le château comme siège de son quartier général, lui assignant ainsi provisoirement une vocation militaire.
Le village est alors occupé par plus de 1 500 soldats allemands pour un total de 543 habitants ; plusieurs maisons sont réquisitionnées dont la propriété Lamiral (Le Beauversant) qui abrite le système de transmission radio, ou encore la maison Lisch (actuelle maison des enfants), transformée en foyer du soldat et en bureaux.
Des boves sont creusées au pied de la falaise et abritent des munitions. Séparées par d'épais murs de craie, elles sont de plus protégées par des portes blindées ; des pare-éclats en béton sont de plus disposées dans les cours du château.
Rommel s'installe au pavillon d'Enville où il choisit comme cabinet de travail le grand salon, prolongé par sa terrasse plantée de roses. La famille de La Rochefoucauld vit alors à l'étage supérieur. Selon les témoignages d'habitants, Rommel n'est pas un nazi, aucun drapeau à croix gammée n'apparaît dans le village et seul le salut militaire a cours, pas le salut hitlérien[réf. nécessaire]. Dès le début de 1944, il pressent la défaite allemande inévitable. Au cours d'une rencontre secrète avec Carl-Heinrich von Stülpnagel, commandant en chef de l'armée allemande en France, les deux hommes s'accordent sur la nécessité de renverser le régime nazi et de mettre fin à la guerre. Mais leur position sur les moyens divergent : Rommel craint une guerre civile dans le cas de l'assassinat d'Adolf Hitler.
Durant les semaines qui suivent, de nombreuses rencontres secrètes se déroulent au château : « Presque chaque jour arrivaient des personnalités du Reich pour s'exprimer librement dans l'oasis de l'état-major de Rommel, loin des griffes de la Gestapo. »

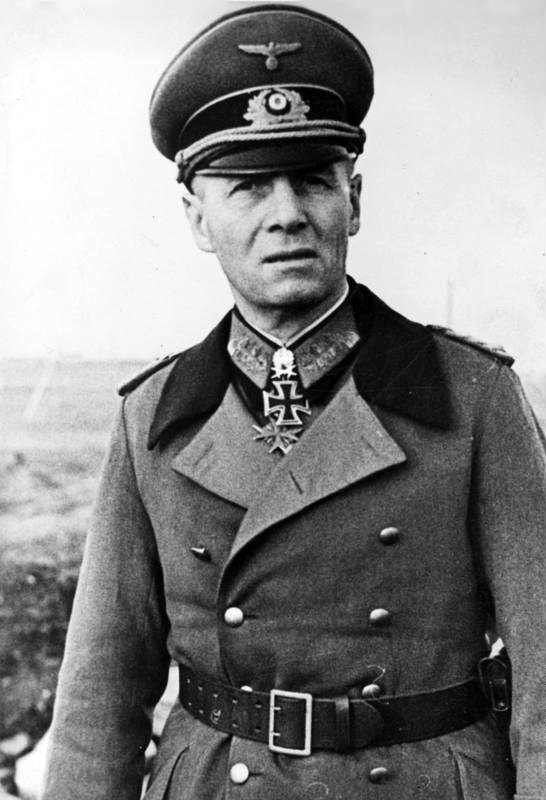
Erwin Rommel en décembre 1943.

Parti en permission près d'Ulm le 4 juin 1944, en Bavière, Rommel revient précipitamment à La Roche-Guyon à la nouvelle du débarquement allié en Normandie deux jours plus tard. Il rencontre Hitler près de Soissons le 17 juin et souhaite le faire venir à La Roche-Guyon dans le but de le faire arrêter[réf. nécessaire] ; mais le dictateur préfère retourner en Allemagne. Le 17 juillet, de retour d'une tournée d'inspection du front en Normandie, la voiture de Rommel est mitraillée par deux avions alliés sur la route de Livarot à Vimoutiers, près de Sainte-Foy-de-Montgommery. Son chauffeur est mortellement blessé et la voiture accidentée. Le maréchal est gravement blessé par l’accident et reste dans le coma quelques jours. Il est amené à l'hôpital militaire de Bernay, puis à celui du Vésinet près de Paris, avant d'être transféré à sa demande en Allemagne auprès de sa famille.
Le maréchal Günther von Kluge arrive le 19 juillet à La Roche pour le remplacer dans ses fonctions. Lors d'un dîner le 20 juillet au château, Kluge refuse de se rallier aux idées de Stülpnagel, qui souhaite soutenir la rébellion et capituler.
À la suite de l'échec de l'attentat contre Hitler, le 20 juillet, Kluge se suicide le 18 août, et Rommel, accusé de haute trahison, reçoit l'ordre de se suicider le 14 octobre suivant, afin de le préserver lui et sa famille d'une arrestation et d'une condamnation à mort.
Le 18 août 1944, l'armée allemande évacue le village. Celui-ci subit alors un inutile bombardement allié la soirée du 25 août, les Allemands ayant alors tous déjà quitté les lieux ; soixante-quatre bombes frappent le village et huit le château.
Le bombardement détruit la plus ancienne maison du village datant de 1520, les communs du château sont anéantis, la toiture des écuries s'effondre et le château lui-même est éventré, mais le village ne déplore aucune victime, les boves ayant, fidèles à leur usage, servi d'abris.

### De 1945 à nos jours
Après guerre, de longues restaurations sont engagées en priorité, le domaine ayant été classé monument historique le 6 janvier 1943. Les parties les moins atteintes sont mises hors d'eau, puis les travaux se succèdent : la tour carrée en 1946, la couverture de l'escalier d'honneur et le passage de la chapelle en 1948, une partie des intérieurs de 1948 à 1953, les écuries en 1956, les communs en 1959. En 1954, le château est encore en cours de réparation, les écuries et les communs sont à reconstruire et le pavillon Fernand a toutes ses fenêtres à refaire. Au milieu des années 1960, le château retrouve sa toiture et ses façades d'avant-guerre.

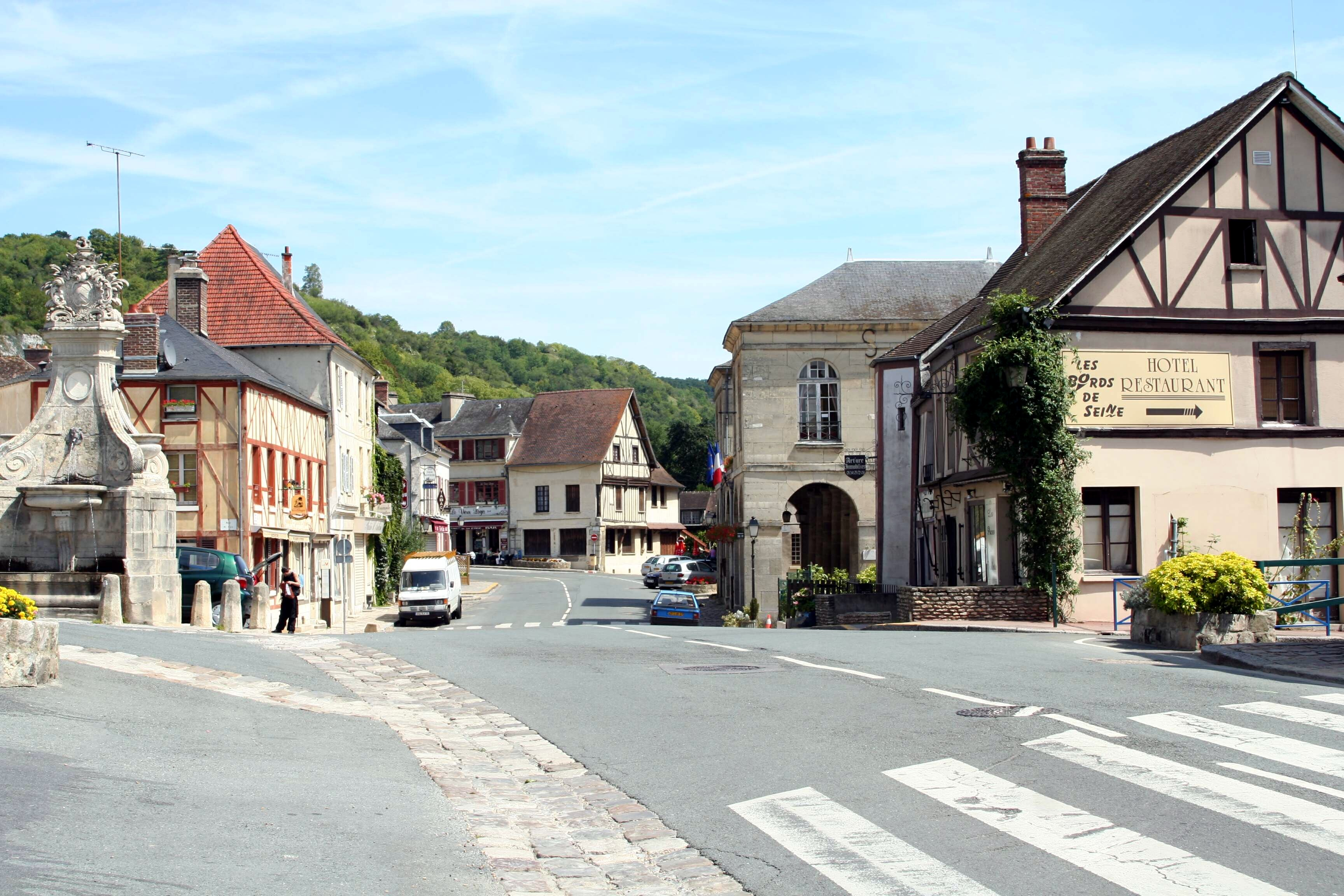
La rue du Général-Leclerc.

La dernière récolte de raisin a lieu vers 1950, le vignoble qui couvrait quarante hectares de coteaux en 1900 ayant résisté au phylloxéra qui décime la vigne francilienne au début du siècle mais pas à la maladie du court-noué qui détruit les derniers ceps. Le vin de La Roche était nommé le « Petit Couillotin » à cause de son goût caillouteux dû aux silex. Des abricotiers remplacent un temps la vigne mais les coteaux retournent rapidement en friche.
Le lieu est également le cadre de la bande dessinée Le Piège diabolique d'Edgar P. Jacobs parue en 1960-1961, le décor étant digne de la légende comme l'affirme le héros de l'histoire, le professeur Mortimer. Divers promoteurs ont également rêvé de bétonner les coteaux en y construisant des immeubles avec « vue imprenable » ou une marina sur la Seine, mais les municipalités successives ont rejeté tous ces projets, souhaitant préserver le site

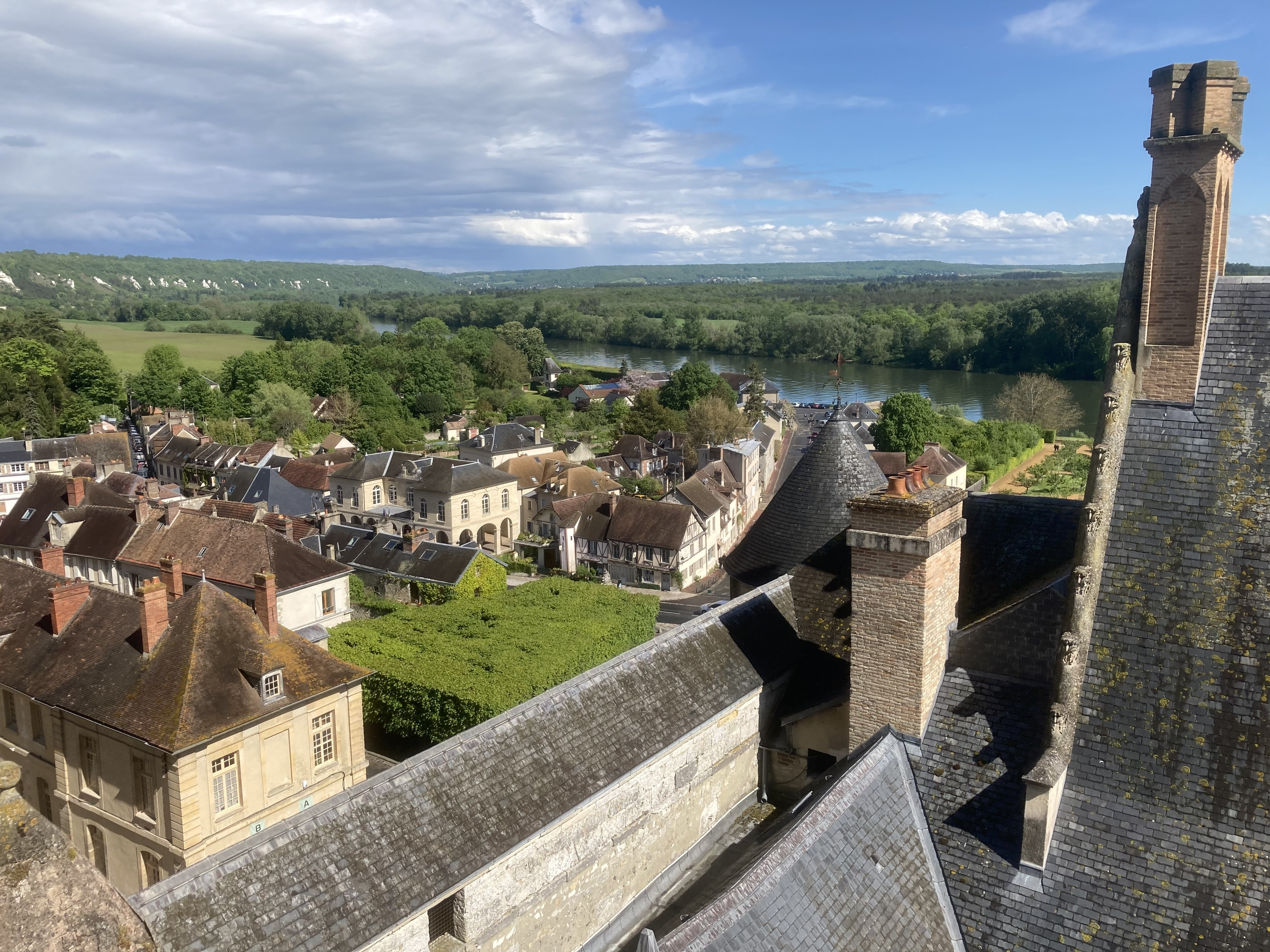
Les toits de la ville vus de ceux du château.

En 1987, la succession de la duchesse de La Roche-Guyon (1899-1984) née Marie-Louise Lerche, seconde épouse et veuve du comte Gilbert de la Rochefoucauld (1889-1964), duc de La Roche-Guyon, fait vendre aux enchères le mobilier, la décoration et la bibliothèque du château ancestral. Depuis, le manoir a pâti d'actes de vandalisme qui, conjugués au manque d'entretien, ont rendu sa restauration à nouveau nécessaire. Cédé après bien des vicissitudes — qui l’ont vidé de son contenu — par bail emphytéotique, au conseil général du Val-d'Oise, l'imposant château qui reste la propriété des La Rochefoucauld est ouvert au public à compter de 1994 et reprend peu à peu vie avec l'aide de l'État, le département a pu acquérir quatre tapisseries de la célèbre « suite d'Esther », tissée aux Gobelins sur des cartons de Jean-François de Troy pour venir orner le salon de la duchesse d'Enville. Elles reprennent leur emplacement d'origine dans ce salon XVIIIe siècle qui retrouve le temps d'une exposition une partie du mobilier et des objets d'art qui complétaient son décor.
La commune est membre fondatrice du parc naturel régional du Vexin français, créé en 1995. C'est le seul village d'Île-de-France à faire partie des plus beaux villages de France. En 2003, un arrêté préfectoral autorise la création de l'établissement public de coopération culturelle du château de La Roche-Guyon. Cet établissement public prend la suite de l'association de sauvegarde et d’animation du domaine créée en 1995 pour assurer l'animation culturelle du site.

## Politique et administration

### Rattachements administratifs et électoraux
La Roche-Guyon appartenait historiquement au canton de Magny-en-Vexin. Dans le cadre du redécoupage cantonal de 2014 en France, la commune fait désormais partie du canton de Vauréal.
La commune fait partie de la première circonscription du Val-d'Oise, dont le député est, depuis 2018, Antoine Savignat (UDI).
La commune fait partie de la juridiction d’instance, de grande instance ainsi que de commerce de Pontoise,.
Le bureau de poste a été transformé en 2007 en « agence postale » gérée par la commune afin de pérenniser sa présence.

### Intercommunalité

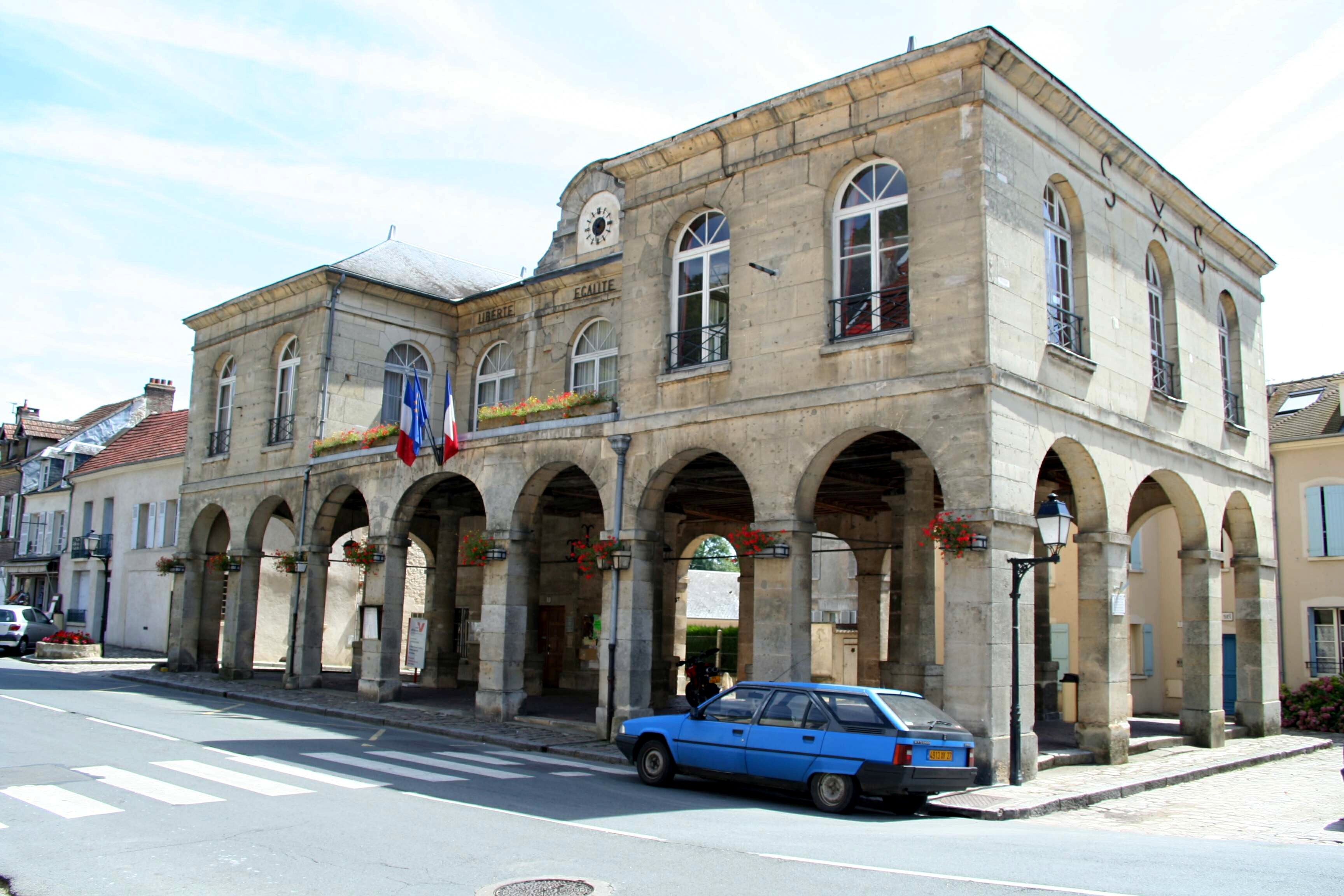
La mairie-halle du village.

La commune est membre de la communauté de communes Vexin - Val de Seine créée en 2005, regroupant à l'origine huit villages du sud du canton de Magny-en-Vexin dont le siège se situe à Villers-en-Arthies. L'intercommunalité s'est étendue en 2013 et regroupe désormais 26 communes.

### Tendances politiques
(octobre 2015).
Comme dans de nombreuses communes rurales de la région, les électeurs restent conservateurs dans leurs choix politiques.
À l’élection présidentielle de 2002, le premier tour a vu arriver largement en tête Jacques Chirac avec 24,4 %, suivi de Jean-Marie Le Pen avec 16,4 %, Lionel Jospin avec 13,4 %, puis François Bayrou avec 8,4 % et Alain Madelin avec 8,0 %, aucun autre candidat ne dépassant le seuil des 5 %. Au second tour, les électeurs ont voté à 83,5 % pour Jacques Chirac contre 16,5 % pour Jean-Marie Le Pen avec un taux d’abstention de 23,3 %, valeurs assez proches des tendances nationales (respectivement 82,21 % et 17,79 % ; abstention 20,29 %).
Au référendum sur le traité constitutionnel pour l’Europe du 29 mai 2005, les Guyonnais ont très largement accepté le Traité Constitutionnel Européen, avec 59,24 % de Oui contre 40,76 % de Non avec un taux d’abstention de 30,87 % (France entière : Non à 54,67 % ; Oui à 45,33 %). Ces chiffres sont supérieurs aux résultats franciliens (Oui 53,99 % ; Non 46,01 %) mais contraires à la tendance départementale du Val-d'Oise qui a majoritairement rejeté le traité (Non à 53,47 % ; Oui à 46,53 %).
À l’élection présidentielle de 2007, le premier tour a vu se démarquer en tête Nicolas Sarkozy avec 43,80 %, suivi par François Bayrou avec 19,71 %, Ségolène Royal avec 15,69 %, Jean-Marie Le Pen avec 8,03 %, enfin Dominique Voynet avec 2,92 %, et José Bové avec 2,55 %, aucun autre candidat ne dépassant le seuil des 2,5 %. Le second tour a vu arriver largement en tête Nicolas Sarkozy avec 67,84 % (résultat national : 53,06 %) contre 32,16 % pour Ségolène Royal (national : 46,94 %).

### Liste des maires
| Période                                  | Période  | Identité                  | Étiquette | Qualité                                             |
| ---------------------------------------- | -------- | ------------------------- | --------- | --------------------------------------------------- |
| Les données manquantes sont à compléter. |          |                           |           |                                                     |
| 31 janvier 1790                          |          | Jean-Baptiste Leconte     |           |                                                     |
| 1792                                     |          | Pierre Alexandre Jérôme   |           |                                                     |
|                                          |          | Mathias Lauzeray          |           |                                                     |
|                                          |          | Louis-Joseph Morel        |           |                                                     |
|                                          |          | Mathias Lauzeray          |           |                                                     |
|                                          |          | Louis-Marie Adèle Landrin |           |                                                     |
| mai 1794                                 | 1829     | Hippolyte Alexandre       |           | Régisseur du château                                |
|                                          |          | Deflandre                 |           |                                                     |
| ca 1853                                  |          | Jacques-Adrien Legoux     |           | Propriétaire                                        |
|                                          |          | Isidore Toutain           |           |                                                     |
|                                          |          | Fournier                  |           |                                                     |
|                                          |          | Louis Saintard            |           |                                                     |
|                                          |          | de La Rochefoucauld       |           |                                                     |
|                                          |          | Alexandre-Sylvain Gras    |           |                                                     |
|                                          |          | Jean-Pierre Ayroles       |           |                                                     |
|                                          |          | Auguste Julien            |           |                                                     |
|                                          |          | Gras                      |           |                                                     |
|                                          |          | Louis Guy                 |           |                                                     |
|                                          |          | Duval                     |           |                                                     |
| 1929                                     |          | Marcel Petitclerc         |           |                                                     |
|                                          |          | Paul Dauvergne            |           |                                                     |
|                                          |          | Léon Bonnes               |           |                                                     |
|                                          |          | Jacques Brevan            |           |                                                     |
|                                          |          | Henri Delamarel           |           |                                                     |
|                                          |          | Denise Brevan             |           |                                                     |
| 24 mars 1989                             | ?        | Bernard Sacy              |           |                                                     |
|                                          |          |                           |           |                                                     |
| 7 septembre 1990                         | 2008     | Alain Quenneville         |           | Directeur de la Maison d’Enfants IGESA              |
| mars 2008,                               | mai 2020 | Christine Forge,          |           | Secrétaire de mairie                                |
| mai 2020                                 | En cours | Capucine Faivre           |           | Attachée parlementaire du sénateur (LR) Max Brisson |

### Budget et fiscalité
(octobre 2015).
Le budget municipal principal 2006 totalisait 437 000 euros d'investissement et 421 000 euros de fonctionnement.
Avec un taux de taxe d’habitation de 9,10 % en 2006, la pression fiscale pour les particuliers à La Roche reste modérée, mais est néanmoins plus élevée que dans les communes voisines. Il faut y ajouter 0,88 % pour la part intercommunale. Le taux départemental du Val-d'Oise était fixé la même année à 5,88 % de la valeur locative. À titre de comparaison, ce taux communal était de 5,71 % à Villers-en-Arthies, 6,40 % à Chaussy ou encore 8,02 % à  Vétheuil, communes du Vexin français de population relativement équivalente,.

## Population et société

### Démographie
L'absence de desserte de la rive droite de la Seine en ce secteur par le chemin de fer de l'Ouest à partir des années 1840 entraîne dès lors une lente décadence économique et en conséquence, démographique. La forte occupation allemande en 1944 et surtout les destructions importantes consécutives aux bombardements subis par le village expliquent la chute brutale de population à l'issue de la Seconde Guerre mondiale.
L'évolution du nombre d'habitants est connue à travers les recensements de la population effectués dans la commune depuis 1793. Pour les communes de moins de 10 000 habitants, une enquête de recensement portant sur toute la population est réalisée tous les cinq ans, les populations de référence des années intermédiaires étant quant à elles estimées par interpolation ou extrapolation. Pour la commune, le premier recensement exhaustif entrant dans le cadre du nouveau dispositif a été réalisé en 2007.

En 2022, la commune comptait 423 habitants, en évolution de −10,19 % par rapport à 2016 (Val-d'Oise : +4 %, France hors Mayotte : +2,11 %).
| 1793 | 1800 | 1806 | 1821 | 1831 | 1836 | 1841 | 1846 | 1851 |
| ---- | ---- | ---- | ---- | ---- | ---- | ---- | ---- | ---- |
| 951  | 923  | 925  | 844  | 863  | 868  | 867  | 817  | 787  |

| 1856 | 1861 | 1866 | 1872 | 1876 | 1881 | 1886 | 1891 | 1896 |
| ---- | ---- | ---- | ---- | ---- | ---- | ---- | ---- | ---- |
| 801  | 833  | 742  | 605  | 740  | 625  | 601  | 540  | 571  |

| 1901 | 1906 | 1911 | 1921 | 1926 | 1931 | 1936 | 1946 | 1954 |
| ---- | ---- | ---- | ---- | ---- | ---- | ---- | ---- | ---- |
| 620  | 624  | 631  | 602  | 700  | 552  | 523  | 402  | 648  |

| 1962 | 1968 | 1975 | 1982 | 1990 | 1999 | 2006 | 2007 | 2012 |
| ---- | ---- | ---- | ---- | ---- | ---- | ---- | ---- | ---- |
| 556  | 631  | 603  | 567  | 561  | 550  | 468  | 464  | 461  |

| 2017 | 2022 | - | - | - | - | - | - | - |
| ---- | ---- | - | - | - | - | - | - | - |
| 478  | 423  | - | - | - | - | - | - | - |

### Pyramide des âges
Au 8 mars 1999, La Roche-Guyon comptait 550 habitants, dont 299 hommes et 251 femmes.
Contrairement à de nombreuses communes rurales, le village ne connaît aucune sur-représentation des retraités, la commune est au contraire particulièrement jeune : 57,9 % des hommes et 43 % des femmes avaient moins de trente ans en 1999. La part des moins de quinze ans est assez conforme à celle de la région pour les filles, mais avec une nette sur-représentation des garçons, qui n'a pas évolué entre 1990 et 1999 : 28,8 % des hommes et 17,5 % des femmes à La Roche-Guyon avaient moins de quinze ans en 1999 contre respectivement 19,9 % et 17,9 % dans la région. La tranche des 45 à 59 ans est sous-représentée :  11,0 % des hommes et 10,0 % des femmes contre 19,7 % et 18,7 % en Île-de-France.
La part des personnes âgées est elle conforme à la moyenne de la région : pour la tranche des 60 à 74 ans, 9,7 % des hommes et 13,1 % des femmes à La Roche-Guyon, contre respectivement 10,2 % et 11,3 % en Île-de-France et pour les plus de 75 ans, 3,3 % des hommes et 9,2 % des femmes contre respectivement 4,0 % et 7,2 % en Île-de-France,.

### Le logement

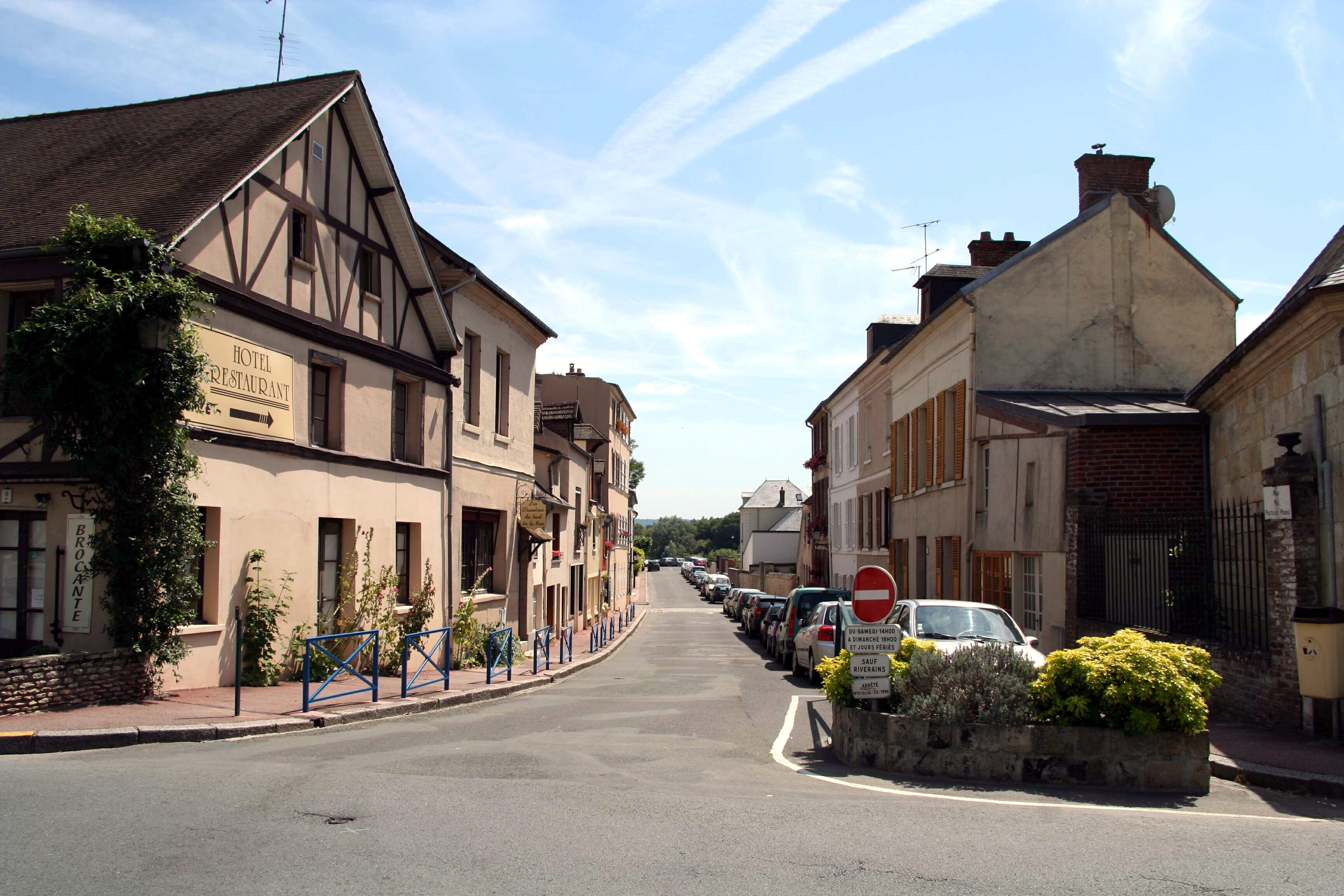
La rue du Dr -Duval.

Le village est très majoritairement composé d'anciennes maisons. Il totalisait 260 logements en 1999, dont 188 résidences principales, en augmentation de 8,7 % depuis 1990. L’âge moyen du parc immobilier est beaucoup plus élevé que la tendance régionale. Les constructions anciennes (antérieures à 1949) représentent plus des trois-quarts du parc immobilier. En 1999, seulement 7,4 % des résidences principales dataient de 1990 ou après contre 9,1 % en Île-de-France. A contrario, les constructions antérieures à 1949 représentaient 76,1 % du parc contre 33,7 % pour la moyenne régionale francilienne.
72,3 % des logements étaient des résidences principales, réparties à 73,5 % en maisons individuelles et à 26,5 % en petits collectifs, soit la proportion inverse de l'Île-de-France dans son ensemble (respectivement 26,9 % et 73,1 % dans la région). 60,1 % des habitants étaient propriétaires de leur logement, contre 28,2 % qui n'étaient que locataires (respectivement 44,3 % et 51,1 % dans la région),.
La Roche-Guyon comptait un seul logement HLM soit 0,5 % du parc en 1999 (23,4 % dans la région). On peut noter en outre que le nombre de logements vacants était plus élevé en 1999 que dans la région avec 27, soit 10,4 % du parc contre 8,1 % en Île-de-France et que 42 habitations (soit 16,2 % du parc) étaient des résidences secondaires.
Les grands logements sont très majoritaires : la plupart des habitations possèdent 4 pièces et plus (56,4 %), puis 3 (18,6 %) et 2 pièces (18,6 %), mais seulement 6,4 % ne possédaient qu'une pièce,.

### Catégories socio-professionnelles
Les cadres et professions intellectuelles sont très légèrement sur-représentés avec un taux de 15,9 % en 1999 (contre 13,1 % en moyenne en France) mais largement sous la moyenne de la région avec 22,8 % en Île-de-France. Les professions intermédiaires représentent 34,1 % des actifs contre 23,1 % en moyenne nationale et 25,6 % en moyenne régionale. A contrario, les ouvriers ne représentent que 15,9 % des actifs de la commune contre 25,6 % en France, mais ce chiffre est proche de la moyenne régionale de 16,5 % en Île-de-France. La commune ne comptait par ailleurs aucun agriculteur,.
 27,6 % des Guyonnais ont suivi des études supérieures, contre 18,1 % en moyenne en France métropolitaine, mais 28,1 % en moyenne régionale,. La population de la commune est ainsi essentiellement constituée d'employés et de  cadres, et reste dans la moyenne sociologique d'une commune de l'aire urbaine de Paris.

### Enseignement
Le village possède un groupe scolaire « Le grand saule » (1 rue des Fraîches-Femmes) comprenant une école maternelle et une école primaire qui accueille, outre les enfants du village, ceux des communes d’Amenucourt, Chérence et Haute-Isle. Le groupe scolaire atteint un effectif de 80 élèves à la rentrée 2008. Un service de ramassage par car dessert les communes adhérentes.
La commune relève de l'académie de Versailles. Les écoles du village sont gérées par l’inspection générale de l'inspection départementale de l’Éducation nationale de Cergy (Immeuble le Président - Chaussée Jules-César, 95525 Cergy-Pontoise Cedex). La moitié occidentale de la circonscription du Vexin fait partie du bassin d'éducation et de formation de Cergy.
La commune est sectorisée sur le collège Rosa-Bonheur de Bray-et-Lû (1, rue de la Sablonnière), situé à 7 km au nord et le lycée général Galilée à Cergy, situé à environ 44 km à l'est.

### Festivités et événements
Le château de la Roche-Guyon constitue le cadre de la plupart des animations du village. Tout au long de l'année, de nombreuses festivités sont proposées à tous : expositions, manifestations, ateliers, conférences, spectacles, concerts, master classes, etc..
Chaque année depuis 1993, le premier week-end de mai, est par ailleurs organisée une fête des plantes intitulée « Plantes, Plaisirs, Passions » qui rassemble divers stands de pépiniéristes, accessoiristes de jardin et d'associations.

## Économie
Le village vit pour l'essentiel du commerce et du tourisme. Il possède un hôtel (Les Bords de Seine) et plusieurs restaurants ainsi que quelques commerces de proximité. En 1998 (date du dernier inventaire communal officiel de l'Insee), on y trouvait 3-4 restaurants et cafés, une alimentation générale, une boulangerie, un salon de coiffure, un bureau de tabac et un garage, ce qui représentait une offre supérieure aux communes du département et de la région de taille équivalente.
Le château constitue par ailleurs le quatrième site touristique le plus visité du département du Val-d'Oise avec 49 438 visiteurs en 2004.
En 1999, 42,8 % des actifs Guyonnais ayant un emploi travaillaient dans la commune, mais ce chiffre a reculé de 4,5 % entre 1990 et 1999. La plupart des habitants travaillent dans les pôles économiques du secteur, généralement Mantes-la-Jolie dans le département voisin des Yvelines plutôt que ceux du département du Val-d'Oise, conformément à l'aire d'influence économique historique de la vallée de la Seine. Le taux de chômage était très légèrement inférieur à la moyenne française avec 11,8 % en 1999 contre 12,9 % en France. Le revenu moyen par ménage en 2004 était supérieur à la moyenne nationale avec 21 529 € par an (moyenne nationale : 15 027 € par an).

## Culture locale et patrimoine

### Lieux et monuments
Les falaises de La Roche-Guyon constituent un site naturel classé en application de la loi sur les sites et paysages pittoresques de 1930 (site no 7237).

#### Monuments historiques

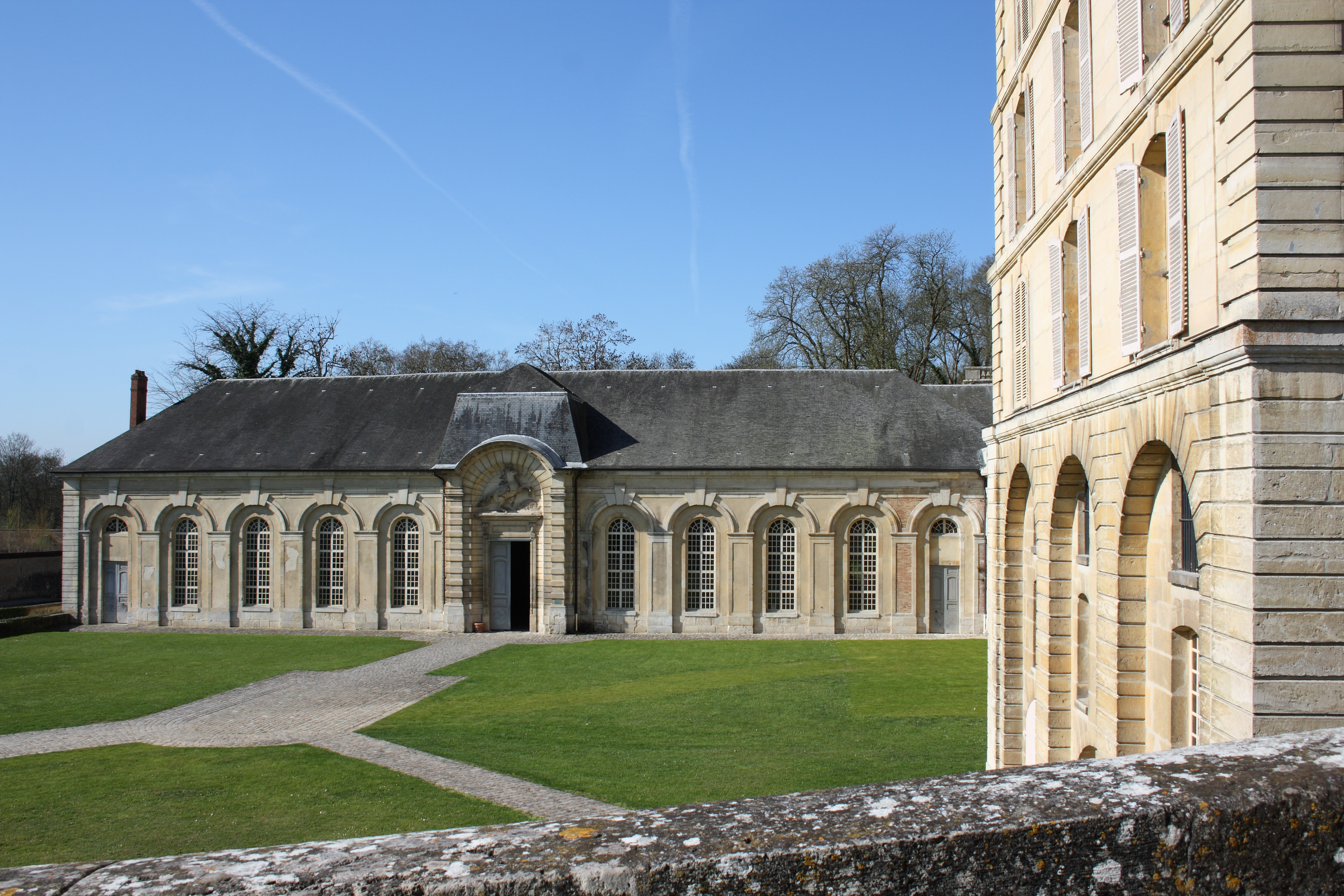
Aile latérale du château.
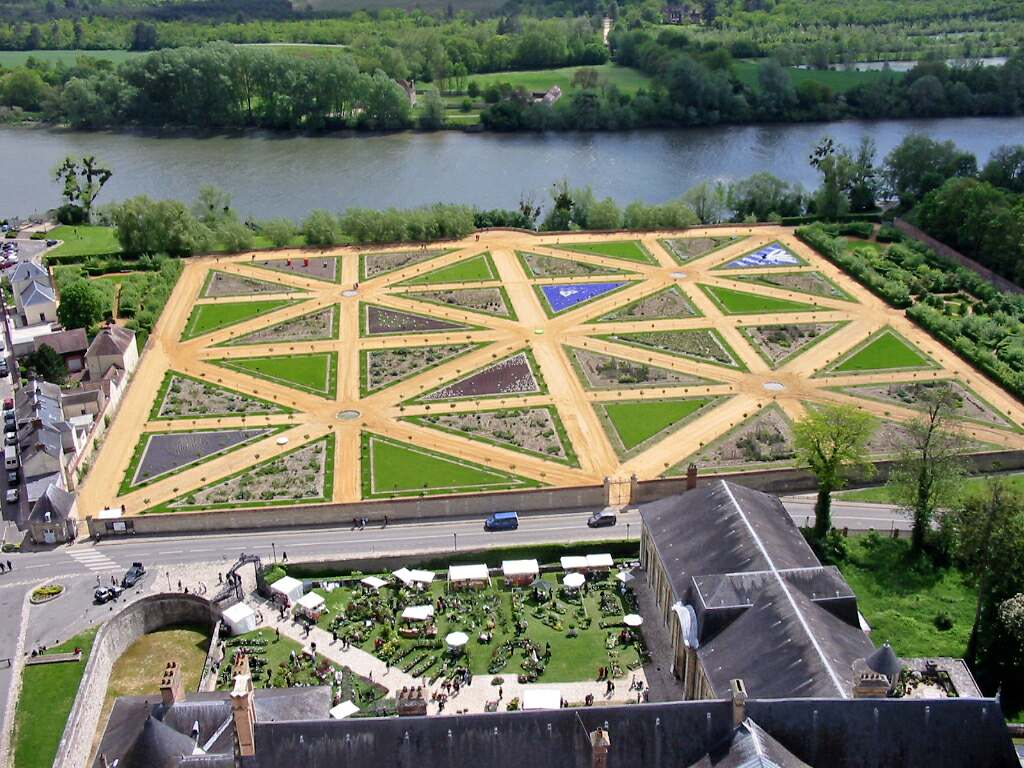
Potager du château.
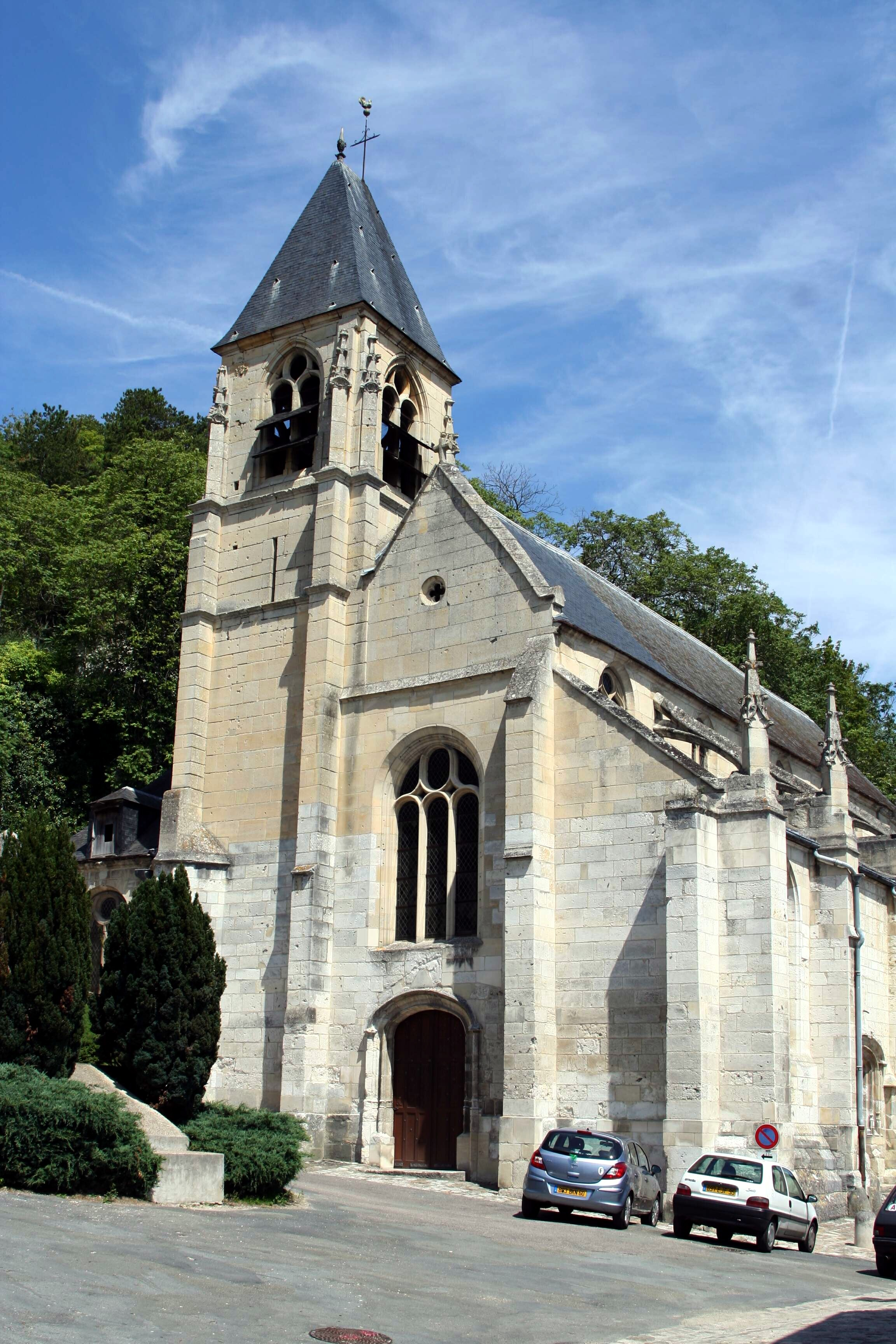
Église Saint-Samson.
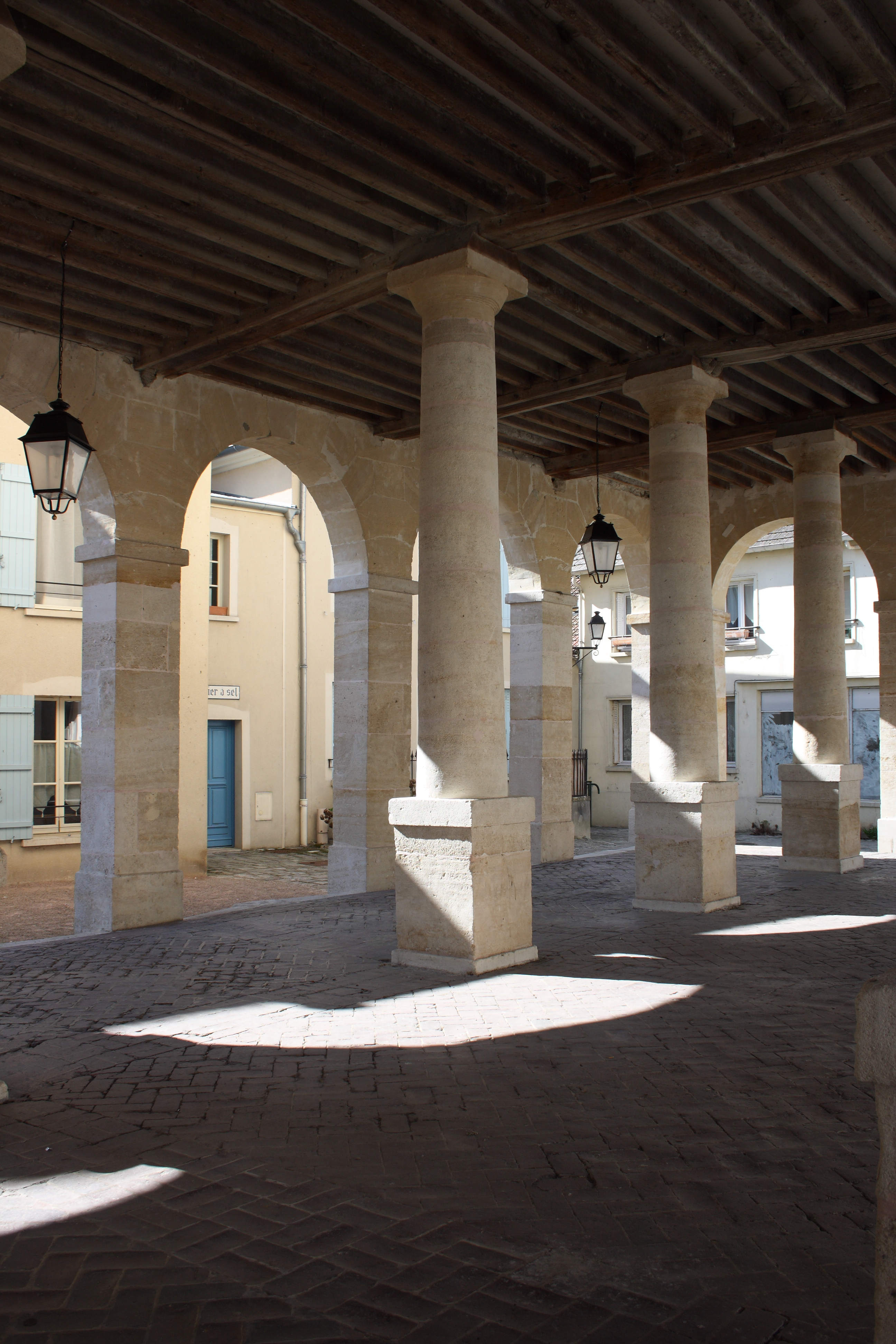
Intérieur de la halle.
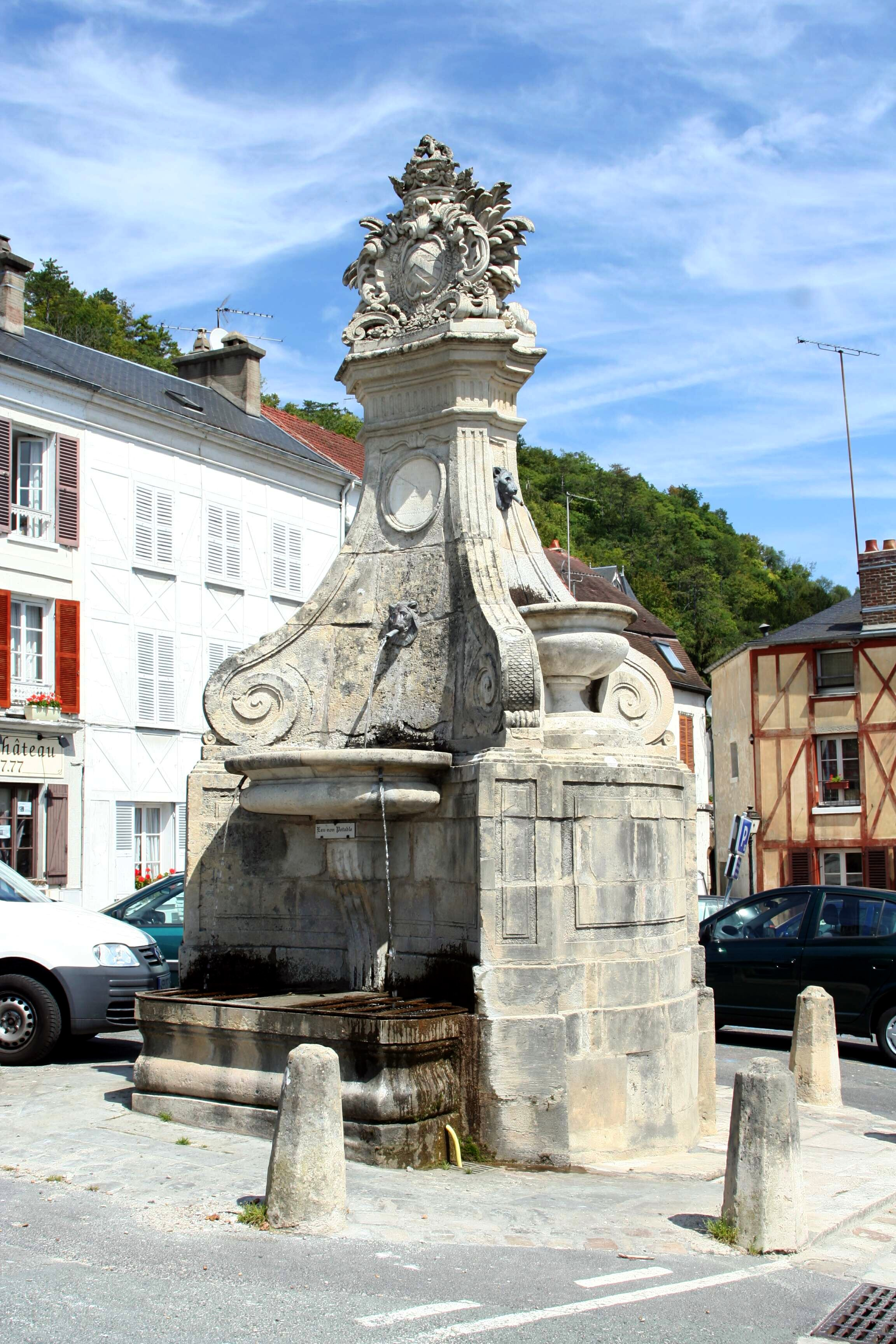
Fontaine monumentale.

La Roche-Guyon compte quatre monuments historiques sur son territoire.
- Château de La Roche-Guyon (donjon classé monument historique par liste de 1862, château classé par arrêté du 6 janvier 1943[70])

C'est un ensemble de constructions composites adossées au plateau rocheux dont la construction s'est étalée du XIIe  au  XVIIIe siècle. Il présente néanmoins essentiellement l'apparence que lui a donnée le duc François Alexandre Frédéric de La Rochefoucauld-Liancourt qui transforma entièrement la propriété entre 1745 et 1748. Le donjon en forme d’amande a été édifié au XIIe siècle. Sa partie défensive était pleinement tournée vers le plateau du Vexin et la vallée de l'Epte, faisant alors frontière avec la Normandie voisine, aucun assaillant n'étant à craindre du côté de la Seine vu l'escarpement du versant de plateau. D'une hauteur initiale de 38 mètres, il fut réduit d'un tiers de sa hauteur par la duchesse d'Erville pendant la Révolution. Il mesure près de 12 mètres de diamètre à l’extérieur et seulement six mètres à l’intérieur. Le donjon est relié au château de La Roche-Guyon en contrebas par un escalier souterrain de 250 marches creusées dans le versant du plateau calcaire vers 1190 qui constitue son unique accès. Ce souterrain menait primitivement au château troglodytique, mais l'accès a été condamné à la destruction de ce dernier et forme maintenant un coude vers le château moderne.
- Potager du château de la Roche-Guyon (classé monument historique avec le château par arrêté du par arrêté du 6 janvier 1943[70])

Après sa reconstitution, ce jardin d'une surface de trois hectares environ a rouvert ses portes au public le 5 juin 2004.
- Église Saint-Samson (inscrite monument historique par arrêté du 4 juin 1926[72])

Sa construction commence en 1404, quand le roi Charles VI accorde l'autorisation d'édifier une église paroissiale en dehors du périmètre du château. Or, les travaux sont bientôt interrompus par la guerre de Cent Ans, et ne reprennent que dans le second quart du siècle suivant. L'église est conçue à la base dans le style gothique flamboyant, mais comme souvent au XVIe siècle dans la région, les finitions se font dans le style de la Renaissance. Son plan, assez simple, ne prévoit à l'origine qu'un vaisseau central de cinq travées se terminant par un chevet plat, accompagné de deux bas-côtés, dont la dernière travée se termine par un mur oblique. Le clocher  s'élève au-dessus de la première travée du nord. Le bas-côté nord est remanié au XVIIIe siècle, et une série de quatre chapelles latérales est alors ajoutée du côté nord,.
- Mairie et marché couvert (inscrite monument historique par arrêté du 18 juin 1946[74]).

Ce bâtiment, inauguré le 8 mai 1847, est un exemple peu courant de marché couvert : la halle en pierre du marché est surmontée par le bâtiment de la mairie.
- Fontaine monumentale (inscrite monument historique par arrêté du 8 septembre 1965[75]).

Elle fut élevée en 1742 par l'architecte Louis Villars. Sculptée par Jamay, elle était surmontée d'un écu, aux armes des La Rochefoucauld, qui donna son nom à la place. Elle porte sur sa face occidentale une plaque en marbre avec un texte gravé en latin : « Aquam hanc Per summa collium Quatuor fere ab hunc Millibus variis canalibus Ductam publiæ utilitati Addixit Alexander dux Ruppefucaldus Anno MDCCXLII Cura labore et ingenio Ludovici Villars architecti » (Cette eau amenée par le sommet des collines, d'une distance de près de 4 milles par différents canaux, fut consacrée à l'utilité publique par Alexandre duc de La Rochefoucauld, l'an 1742. Sous la direction et par les soins et le talent de Louis Villars, architecte.).

#### Autres éléments du patrimoine

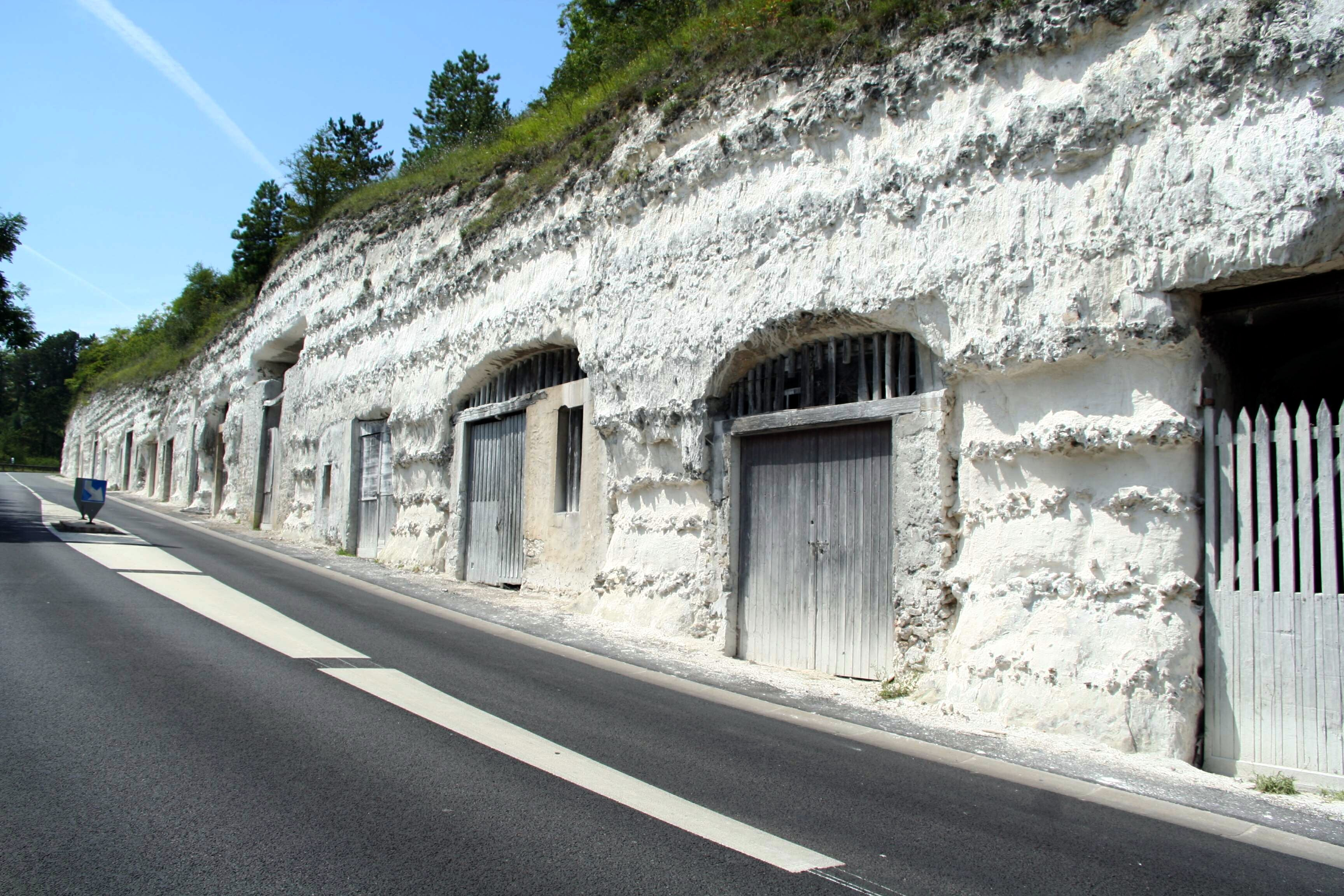
Les « boves » sur la route de Gasny.

- Casemates : Elles furent creusées derrière le château durant la Seconde Guerre mondiale. Le général allemand Erwin Rommel y installa quelque temps son quartier général après le débarquement de Normandie ce qui valut au village d'être bombardé par l'aviation alliée[71].
- Grenier à sel, ou hôtel de la gabelle : C'est un petit édifice du XVIIIe siècle, qui abrite actuellement l'office de tourisme[71].
- Les boves, route de Gasny : Elles sont caractéristiques des villages troglodytiques. Ces caves creusées dans la falaise servaient à abriter les réserves de vin. Assez hautes et de forme carrée, d'une surface de 80 à 100 m2 environ, elles sont généralement fermées par des portails et servent de nos jours de garage[71].
- Les « charrières » sont des rues en pente raide menant de la ville basse à la crête du plateau.
- La route des crêtes domine la vallée de la Seine et offre des points de vue dominants sur la vallée et la boucle de Moisson.

### Patrimoine naturel

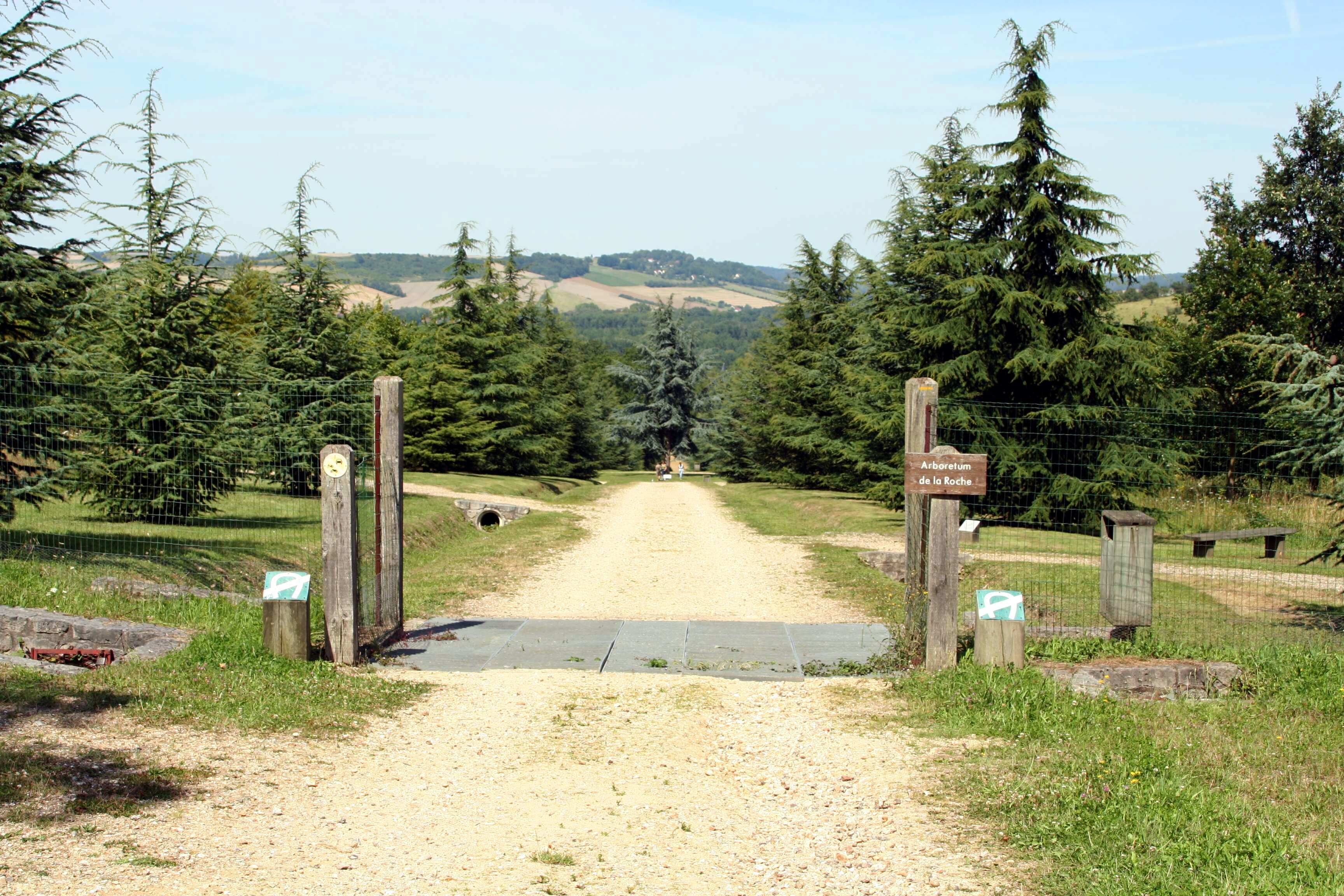
Entrée de l'arboretum de la Roche.

- La forêt régionale de La Roche-Guyon (310 hectares, gérée par l'Agence des Espaces Verts de la Région d'Île-de-France) se trouve sur le plateau calcaire au nord de la commune.

L’arboretum de la Roche est inséré au milieu de la forêt régionale de la Roche-Guyon  Il s'étend sur 12 hectares, et constitue une représentation géographique originale de la région Île-de-France. Chaque département est représenté par un massif d'arbres caractéristiques : des chênes rouvres pour la Seine-et-Marne, des érables pour l’Essonne, des charmes pour le Val-de-Marne, des frênes pour le Val-d'Oise, des merisiers pour la Seine-Saint-Denis, des tilleuls pour les Hauts-de-Seine, des hêtres pour les Yvelines et  des platanes, au centre, pour Paris. Les cours d'eau sont figurés par des bandes de pelouse.
- La « réserve naturelle nationale des coteaux de la Seine » créée en 2009 représente environ 268 hectares.

Ses falaises crayeuses exposées plein sud hébergent un flore particulière, comprenant notamment des espèces thermophiles et héliophiles.
- Le site Natura 2000 « Coteaux et boucle de la Seine »[76] créé en 2010 englobe une partie du territoire de la commune.

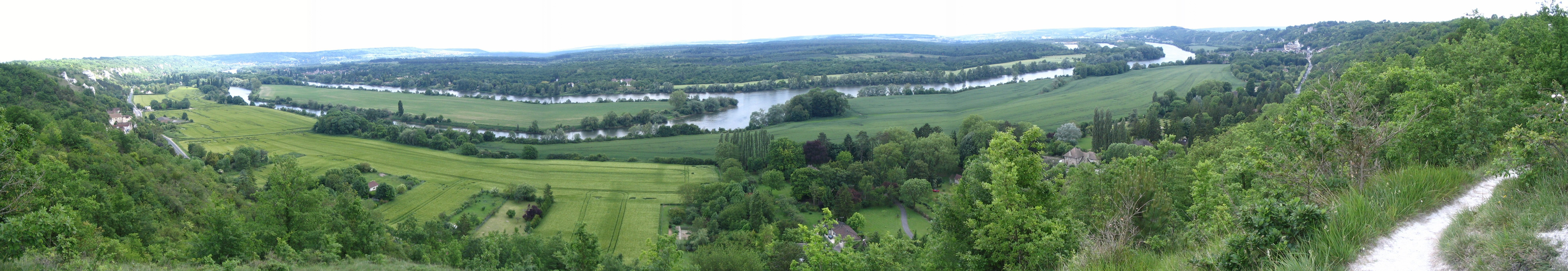
La Roche-Guyon : site Natura 2000 des Coteaux et boucle de la Seine.

### Patrimoine culturel

#### Littérature
Au XIXe siècle, un des propriétaires et habitant du château de La Roche-Guyon, le duc et cardinal Louis-François de Rohan-Chabot y a invité en séjours le poète, écrivain, historien, et homme politique Alphonse de Lamartine qui y a écrit une de ses plus admirables méditations poétiques : la Semaine sainte à la Roche-Guyon.
L'auteur des bandes dessinées Blake et Mortimer Edgar Jacobs y a situé l'action de son album Le Piège diabolique et l'imagine reliée à Paris par une sorte de RER quelque temps avant 2050.
Le site de La Roche-Guyon est évoqué dans le roman Les étrangers de Sándor Márai.

#### Peinture

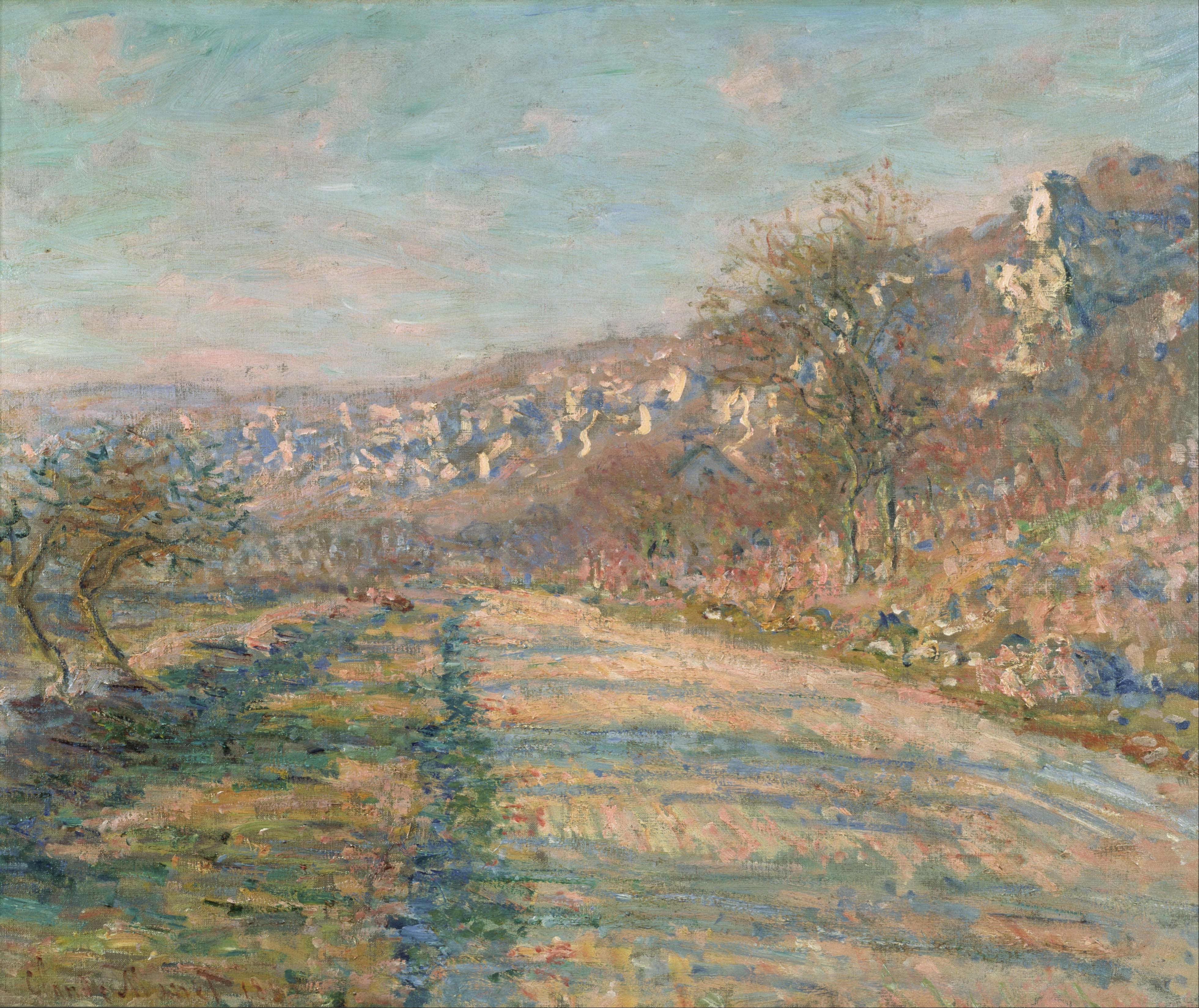
La route de La Roche-Guyon, 1880, par Claude Monet (National Museum of Western Art, Tokyo).

Au XVIIIe siècle, le coteau de La Roche-Guyon et son château troglodytique ont été peints en tant que paysages de peinture pittoresque par le peintre Hubert Robert.
Au XIXe siècle, Claude Monet, qui a résidé non loin à Vétheuil puis à Giverny, a également peint des paysages de La Roche-Guyon et de ses falaises.
Au XXe siècle, Georges Braque représente le village en 1909 durant sa période dite du cubisme analytique, notamment dans La Roche-Guyon, conservé au Lille Métropole Musée d'art moderne, d'art contemporain et d'art brut, mais aussi dans La Roche-Guyon : le château, au Moderna Museet de Stockholm. D'autres versions existent au musée Van Abbe d'Eindhoven, au musée des beaux-arts Pouchkine de Moscou et au Metropolitan Museum of Art de New York.

#### Cinéma et télévision
On peut citer :
- 1964 : Fantomas d'André Hunebelle ;
- 1968 : Béru et ces dames de Guy Lefranc, d'après la série de romans policiers San Antonio de Frédéric Dard ;
- 1998 : Les Couloirs du temps : Les Visiteurs 2 de Jean-Marie Poiré ;
- 2004 : D-Day, leur jour le plus long de Richard Dal (coproduction de plusieurs sociétés de télévision dont BBC et France 2) dont certaines scènes ont été tournées dans le château[79].

### Héraldique
| Blason de Roche-Guyon (la) | Blason  | D'azur à un château donjonné d'une tour crénelée de cinq pièces d'argent, maçonné de sable et ajouré du champ, posé sur un rocher du second issant d'une plaine ondée d'azur et d'argent de quatre pièces et accosté de deux fleurs de lys d'or en chef ; à l'écusson d'or à cinq cotices du champ et à la bordure de gueules brochant en abîme. |
| Blason de Roche-Guyon (la) | Détails | Les armoiries évoquent la falaise et le double château dominant la Seine. L'écusson est aux armes de la famille de La Roche (XIIe siècle). Blason de 1958 remplacé dans les années 2000. |
| Blason de Roche-Guyon (la) | Alias   | Taillé voûté, abaissé à senestre et haussé à dextre: au 1er d'azur au château du lieu donjonné, d'argent, ajouré du champ et mouvant du trait de partition, au 2e de sinople au village d'argent mouvant de la pointe; à la champagne bandée de huit pièces d'azur et d'or, ladite champagne sommée d'une fasce d'azur chargée d'une divise ondée d'argent elle-même surchargée d'une burelle ondée de sinople; le tout enfermé dans une filière cousue de gueules. * Il y a là non-respect de la règle de contrariété des couleurs : ces armes sont fautives (sinople sur azur). Remplace l'ancien blason de 1958. |

### Personnalités liées à la commune

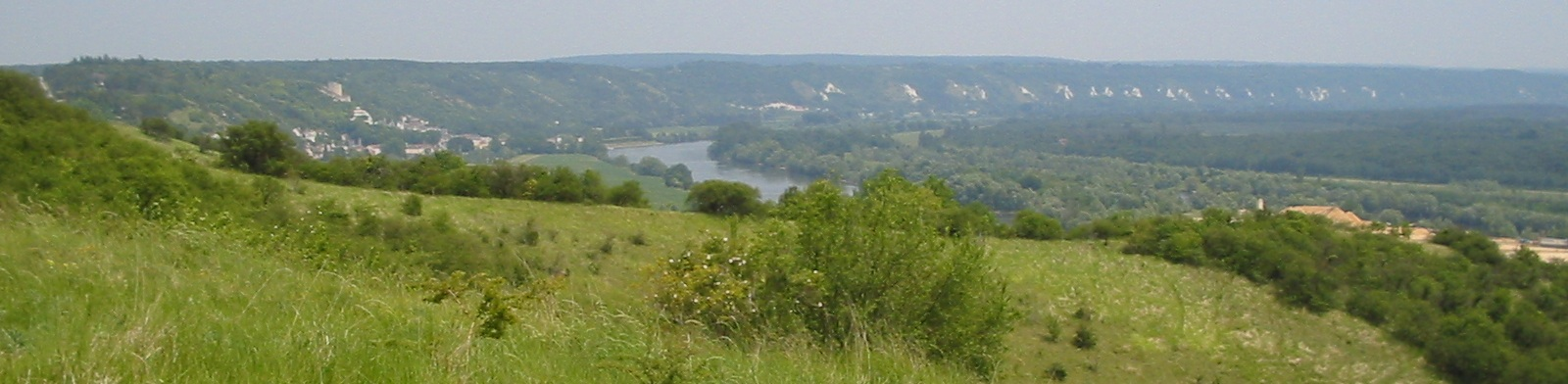
Paysage de La Roche-Guyon et vallée de la Seine.

- Victor Hugo (1802-1885) à séjourné à La Roche-Guyon de 1820 à 1835[81]
- Edgar Pierre Jacobs (1904-1987), collaborateur d'Hergé puis auteur de bandes dessinées, s'est inspiré du site pour « Le Piège diabolique » de la série de bande dessinée Blake et Mortimer.
- Ernst Jünger (1895-1998), écrivain allemand a séjourné à La Roche-Guyon pendant l'occupation qu'il décrit dans son « Journal de guerre »[81].
- Jean Kemm (1874-1940), acteur et réalisateur, a vécu dans la commune et y est mort.
- Joseph Kosma (1905-1969), compositeur, s'y installa durant les années 1950 et y finit sa vie.
- Famille de La Roche-Guyon[26]
- Marie de La Roche-Guyon (vers 1434-1498).
- François XII de La Rochefoucauld (1747-1827), militaire et homme politique y est né.
- Jean-Dominique de La Rochefoucauld (1931-2011) est enterré dans la commune.
- Alphonse de Lamartine (1790-1869) y a séjourné et y a écrit « La Semaine sainte à la Roche-Guyon » le 20e poème des « Méditations poétiques »[81].
- Louis François Auguste de Rohan-Chabot (1788-1833), arrière-petit-fils de la duchesse d'Enville, ordonné prêtre à la Roche-Guyon en 1822, revendit le château à son cousin François XIII de la Rochefoucauld en 1829.
- Erwin Rommel (1891-1944), général allemand, commandant le groupe d'armées B et responsable du mur de l'Atlantique, établit son quartier général au château en février 1944.